# 澳門境內水貨客問題

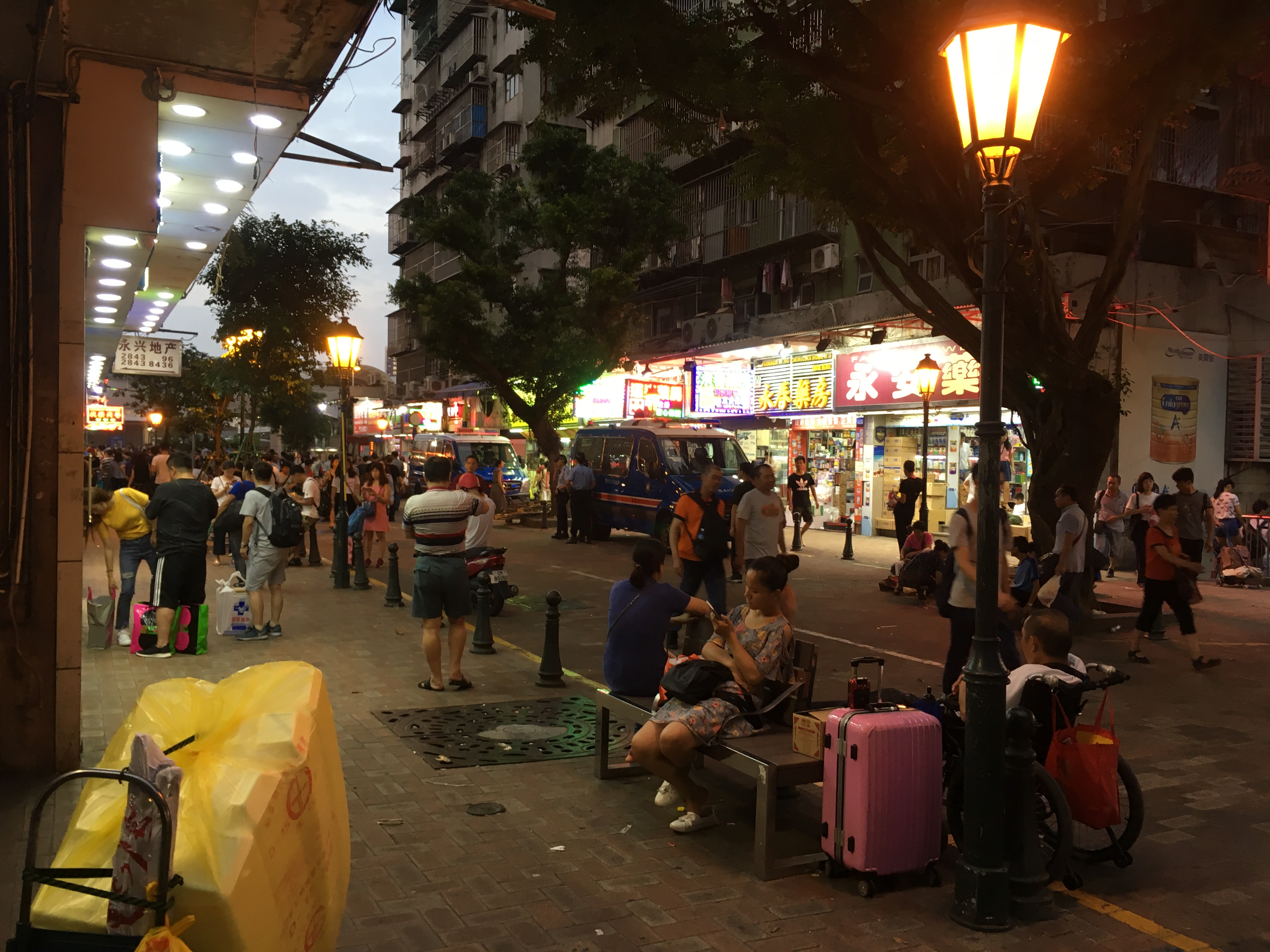
關閘馬路“藥房街”，又被俗稱“水貨街”

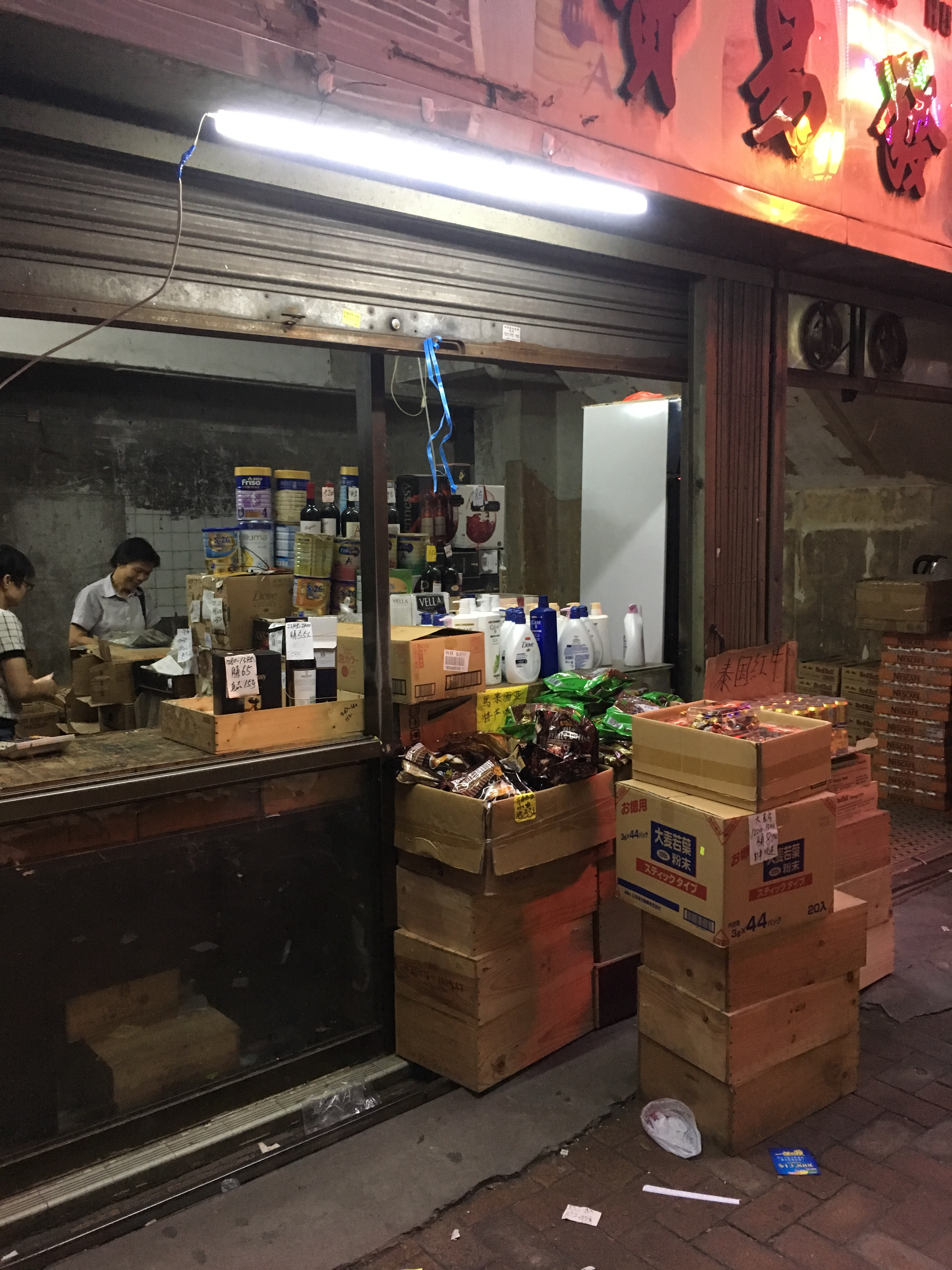
澳門關閘附近經營水貨業務的商鋪

澳門境內水貨客問題一般是指大量走私水貨過境的旅客，以及澳門本地居民以及於澳門工作的持“外地僱員身份認別證”（俗稱藍卡）的內地居民從事水客活動，俗稱「水貨客」，從澳門利用各種途徑運送貨物到中國大陸（尤其指往返珠澳口岸通關人士），引致對澳門北區居民的日常生活造成的各種滋擾及社會問題。
2020年1月底至2月初起，受2019冠狀病毒病疫情影響，香港和中國大陸邊境之間實施嚴格出入境管制，從香港入境中國大陸需接受14天隔離醫學觀察加7天自我健康管理，同時，所有往返香港和中國大陸（主要以深港边境口岸为主）的出入境口岸因實施防疫限制而關閉，仅保留深圳灣口岸的通关，導致水貨客無法往返香港進行水貨活動。不過，澳門隨著疫情緩和，自中國大陸官方宣佈2020年7月中旬起解除從澳門入境廣東隔離14天管制措施。雖然如此，但澳門仍對外實施嚴格入境限制，導致不少澳門本地居民失業，而部分中國大陸勞工被辭退在即都開始加入水貨走私行列，加上有香港水貨客集團看準澳門出入境管制措施防寬漏洞從而將水貨活動核心轉移到澳門關閘、台山以至祐漢一帶，從而引起澳門境內水貨客泛濫的問題，相比之下與疫情爆發之前和2020年3月下旬廣東省對澳門實施「封關」前更為嚴重，本地人走水貨比例由三成增至五成，亦有不少年青人因找不到工作而加入“走水貨”的行列。而澳門政府多個執法部門嚴厲打擊水貨客問題，導致越來越多水貨散貨點、供貨點或如以「貿易行」為名義的商店開始改為匿藏在該區鄰近的工業大廈、商場單位、住宅單位或橫街窄巷內的商鋪故意避開執法，同時引起了當區衛生、治安和噪音等相關問題。

## 背景

### 水客行業演變史
澳門水客行業自1980年代“改革開放”初期後出現，初期參與者主要以失業、在職貧困的低收入或退休等人士為主，近年一些在澳門工作的外地僱員疑利用工作職便來加入“水客”行列以賺取行快，年齡層方面亦於近年走向“年輕化”趨勢，部分居住北區的居民主要以基層為主，導致方便他們賺「外快」的工作就是加入「水客」行列。交收方式是以點到點的形式進行貨品交易：在水貨店付出自己的金錢購買水貨後帶往廣東省珠海市當地指定的店鋪進行交收，以賺取兩地貨品的差價，部分水客願意帶一些高風險的貨品過關以賺取金錢。所攜帶的水貨方面，80年代主要為衣服、洋酒、洋煙、小電器和彩色膠片；90年代以傳呼機、手提電話、春藥以及洋煙洋酒等為主；踏入21世紀，則以數碼相機，手機，筆記本硬碟之類的高科技產品為主。水貨店分佈方面，集中在關閘附近一帶的商店街或工業大廈單位內。

### COVID-19疫情防控下的水客活動
2020年1月底至2月初起，受2019冠狀病毒病香港疫情影響，香港實施出入境管制，加上中國大陸從香港第二波疫情起因應實施出入境管制及更嚴格的入境措施，對香港境內水貨客問題造成衝擊，多個往返香港和中國大陸（深圳）的出入境口岸關閉，導致水貨客無法在香港進行水貨活動。
2020年2月，政府為應對第一波COVID-19疫情，對部分場所包括娛樂場等休閒密集場所關閉14天，並推出多項措施減少珠澳跨境人員流動。澳門海關為防止疫情透過水客擴散，海關已進行系列部署，包括加強巡查市內食品收藏點、聯同拱北海關打擊水客，同時在關閘加強檢查力度，對水客進行針對性的部署和打擊。
2020年3月27日6時起，廣東省實施新入境隔離防疫措施，所有人士經口岸入境廣東均需接受集中隔離醫學觀察14日，期間輸澳物資不受影響。並且曾一度對四類特定人員入境廣東暫不實施集中醫學觀察，但全部實行核酸檢測，並嚴格加強全流程健康管理，確保閉環運作。
從2020年7月15日起廣東省實施從澳門入境珠海豁免隔離檢疫後，以“螞蟻搬家”方式的水貨走私活動再度踴躍，由同年9月起拱北海關建立長效機制打撃走私活動，雖加強智慧和智能化管理打擊水客問題，但水客採取層出不窮的隱蔽走貨方式使當局打撃方式充滿挑戰性。當水貨客聞聽風聲得知拱北海關嚴查入境人士後，無聲無色地暫停一切所有水貨活動。
在疫情緩和期間，廣東省人民政府對粵澳兩地出入境限制措施作出放寬，使澳門境內水貨客問題重燃且比疫情爆發前和廣東省於2020年3月27日宣佈對澳門「封關」前極其嚴重，從而引起關閘到北區一帶的包括治安、衛生和防疫等問題，導致部分市民、社會人士或政府官員呼籲水客不要籍寬關措施的漏洞下以加重防疫負擔。
水貨客問題主要原因是受疫情影響，澳門各行各業均受到嚴重衝擊，截至2020年6月底，澳門的總人口為 68.54萬人，按季減少1.07萬人，主要是居澳外地僱員減少所致，意即這段期間已有逾萬名外僱被辭退。另外澳門本地失業率也自疫情以來到2020年11月上升至3.4%，到2022年4月更上升至4.5%，不少澳門本地居民正經歷著失業或放無薪假的問題，即使中國大陸已逐步恢復赴澳自由行，但澳門經濟要恢復至疫情前仍需要一定時間，故此不少人紛紛加入走私隊伍以望維持生計。而另一個原因是受香港出入境內地限制影響，有香港水貨商店看中廣東和澳門出入境限制措施放寬，並透過非法方法如海上貨運方式將香港的水貨物品偷運往澳門。同時，有大批香港水貨商店或集團看中澳門出入境管制防寬措施的實行想分一杯羹將水貨活動的核心從香港轉移到澳門，從而引起澳門境內水貨客的問題在這情況下出現猖狂情況。 

### 疫後復常下水客活動持續
2023年1月8日，廣東省珠海市與澳門全面結束任何通關限制措施。澳門海關不定時採取行動於在關閘附近搗破多個水貨散貨點，雖然隨着疫後復常，加上政府加強打擊後，關閘一帶的走水貨情況稍有改善，卻發現有人在關閘廣場一帶向出境的居民和旅客詢問“有酬帶酒、帶貨”，容易被走私團伙利用，對過關人士造成滋擾，影響澳門本地形象。
自COVID-19疫情爆發後，澳門的失業問題不斷上升兼轉趨嚴重，當地居民們面臨經濟壓力。「走水」（走水貨）連同「掘路」（修路）、「外賣車手」及「核酸檢測（已沒落）」被澳門本地網民戲稱為「澳門新興四大產業」。「水客」是指「幫助別人攜帶貨物走私」或者自帶物品出入境出售，從中賺取帶工費（勞務費）或者珠澳兩地物品差價的人員，「水客」攜帶過境的走私物品，多被稱為「水貨」。
水客集團在近年來出現“年輕化”趨勢，澳門海關歷年來更偵破多宗通過社交軟件招攬未成年學生「走水貨」的案件，部分學生原因是想賺外快而作出挺而走險的行為，引起部分教育界、法律界或其他社會人士的關注和指責；當中法律規定16歲以下未成年人「走水」其貨物會遭沒收但自身毋須受處分，導致水客集團利用該法律漏洞慫恿學生「走水」行為。

## 相關法例
根據澳門《對外貿易法》，從事水貨活動可被科處高達澳門幣100,000元。此外，與跨境轉運貨物的水貨客建立“非法僱傭關係”的商家或工作人員，最高可被判處“非法僱傭”罪並處八年以下有期徒刑。中國大陸方面，根據《中華人民共和國刑法》第二百零一條列明對水貨客的相關處罰，即逃避繳納稅款數額較大並且佔應納稅額百分之十以上，處三年以下有期徒刑或者拘役，並處罰金。數額巨大並且佔應納稅額百分之三十以上，處三年以上七年以下有期徒刑。

## 通關限制

### 珠海中山再現本土疫情 通關措施再收緊
2022年3月15日起，珠海市和中山市出現多宗由廣東省以外地區輸入的本土確診病例，珠澳通關工作組於2022年3月17日下午宣佈由2022年3月18日凌晨0時起，經珠澳口岸入境澳門的人士，須持採樣日後24小時內核酸檢測陰性證明。未持有上述證明的非澳門居民可被拒絕入境，澳門居民則須立即接受檢測；而離境前往珠海人士維持須出示7天內核酸檢測陰性結果證明的要求。應變協調中心強調，會與珠海保持密切溝通，持續觀察和評估疫情情況，以盡快恢復從珠海經珠澳口岸到澳門的人士持48小時內有效核酸檢測陰性結果證明的通關措施。 2022年4月19日下午，珠海市疫情防控指揮部辦公室發布《關於調整珠澳口岸疫情防控措施的通告》，經珠澳聯防聯控機制協商一致，自2022年4月20日0時起，經珠澳口岸（含橫琴口岸）出境前往澳門人員恢復需持有48小時內核酸檢測陰性證明。現行澳門入境珠海的疫情防控措施保持不變，其後於同年4月25日0時起放寬至72小時內。

### 居珠外僱疑“走水”後染疫導致收緊珠澳口岸出入境措施
2022年9月7日，珠澳口岸繼續實施限次通行措施，實施時間從2022年9月9日凌晨零時至10月8日晚上12時。珠澳通關人員每日（當日凌晨零時至晚上12時）限進出拱北口岸、青茂口岸、灣仔口岸總計往返一次，從橫琴口岸、港珠澳大橋口岸珠澳通道通關不限次數。粵澳跨境貨車司機、跨境學童及陪護家長（僅限一名）、緊急公務人員和危重症醫療救治人員、殯儀館接送人員實行名單管理，不限進出次數、不限通關口岸

### 6‧18疫情後放寬珠澳口岸入境珠海核檢證明時效
2022年9月18日，珠澳聯防聯控澳方工作組接珠海方面通知：根據當前疫情形勢，經珠澳聯防聯控機制協商一致，自2022年9月19日6時起，經珠澳口岸入境(珠海)人員須持48小時內核酸檢測陰性證明。珠澳口岸其他疫情防控措施保持不變。2022年10月8日，相關措施再度延長，至同年10月31日。

### 延長限次通關措施
2023年1月30日，珠澳聯防聯控澳方工作組訊：接珠海方面通知，因拱北口岸舊聯檢樓封閉施工，根據《廣東省重點人群、重點機構、重點場所新型冠狀病毒感染“乙類乙管”防控指引》有關精神，經珠澳聯防聯控機制協商一致，現就珠澳口岸通關場所繼續實施限次通行措施，至同年4月30日。

## 與2019冠狀病毒病確診病例相關事件

### 2022年2至3月水客染疫致中澳兩地加強防疫措施

#### 警方加強巡查打擊水客活動
自2022年3月1日起，政府多個執法部門打擊水貨活動，於水貨黑點關閘一帶進行巡查，同時有多名警員登記現場人士資料。警方行動期間，有大批人士於現場圍觀。 治安警指會持續與廣東省相關部門緊密溝通，並加強巡查市面及截查出入境人士。為打擊及堵截從事水客活動人士，治安警察局轄下澳門警務廳、情報廳，出入境管制廳及特警隊人員，於關閘口岸及口岸附近水客活躍區域對可疑人士作出截查，倘若發現且經調查得悉，有明顯偏離入境目的懷疑從事水客活動之非本地居民，將依法開展相關禁止入境程序，若為澳門本地居民從事水客活動，則將個案根據相關法律移交澳門海關跟進處理。治安警察局呼籲通關人士，勿從事與出入境目的不符及違反本澳法律之行為；同時，由於本澳周邊地區疫情仍處於不穩定狀態，呼籲市民如非必要應減少出入境活動，以減低疫情傳播風險，保持安全距離，做好個人防護。 直至同年3月中旬，警方不時在關閘一帶的「水貨街」對行人進行攔截，要求登記其信息之外並要檢查其個人行李；而在黃昏時分，一批治安警人員突然出現在「水貨街」，並前後包抄將整條街封鎖，許多在街上購物的顧客因此顯得不知所措，並想離開，但遭到拒絕，需出示證件等身份證明資料檢查或登記才可離開，期間引起現場不少市民圍觀。此外，在關閘廣場附近亦出現許多警員查問行人、登記資料等等。這些舉動引致不少「水客」不敢輕舉妄動，只能在附近徘徊。

#### 社諮委冀收緊探親證批給解決水貨客問題
2022年3月8日，北區社諮委副召集人高岸峰建議中澳兩地溝通透過收緊探親證批給減少水客問題。他稱，疫情影響香港以至全球供貨問題，導致兩地貿易差額變化，令水客活動日趨嚴重，當局加強巡查後水貨集團有所收斂，但以“螞蟻搬家”模式運行，通關時攜貨只要不超額則未屬違法。他指相關問題要從源頭解決，他指出數據顯示查獲水客有 75%為外僱或持探親證人士，希望將來兩地溝通收緊，並加強處罰相關人士，透過行政程序減少水客問題。高岸峰又希望當局公布更多過去被入罪而取消藍卡的外僱數據，以阻嚇水客活動。

#### 政府代表首次在該事件發生後出席澳門電台時事節目探討相關問題
2022年3月9日，澳門海關和澳門特別行政區政府治安警察局合共四名代表出席澳門電台中文頻道時事節目《澳門講場》探討防範水客衍生問題。事前在2月28日更有一名坦洲確診者者曾在一日內多次途徑關閘出入境，後證實有關確診者是持探親證來澳，並從事「走水貨」。而今次因「水貨客」引起的疫情，令社會關注到當局會否加強打擊「水貨客」。多名市民致電該節目反映水客猖狂的問題，又認為應修法加強罰則，有聽眾更反映持探親證的非澳門本地居民“走水貨”成常態，希望收緊探親證申請審批。
海關行動管理廳代廳長布家明表示，疫情影響下，令鄰近地區水客團伙重心偏移至澳門。在2021年，海關共展開44次打擊水貨行動，查獲2,800萬元物品，共349人涉案；在2021年並在澳門內港碼頭查獲121宗涉及貨運公司以瞞報漏報方式自香港進口價值9,800萬元的懷疑水貨。海關會繼續加強出入境口岸執法，加強管理出入境風險源頭，尤其針對當天內往返兩地次數頻繁的人士，並與中國大陸一方聯合展開反走私行動。對於有聽眾質疑海關宣傳打擊“走水貨”不足；另外亦有聽眾反映有私人住宅成為水貨據點。海關行動管理廳代廳長布家明表示當局會加強偵查，又稱今年已與內地展開多次聯合打擊水客行動，兩地共查獲逾百宗涉走私香煙個案。對於關閘成為「水貨店」集中地，有家明回應指3月當局聯同市政署人員開展巡查工作，針對一些「阻街」的店舖，當局亦即時對違法店舖作出票控。
治安警行動及通訊處處長馬超雄稱，水客問題加重兩地防疫負擔，呼籲居民切勿以身試法“走水貨”，並應減少非必要出入境。當局持續嚴控異常出入境人士，加大巡查水客活動黑點，並對周邊展開針對性截查。若發現非澳門本地居民懷疑 “走水貨”，經查明偏離入境目的者，會依法禁止入境；倘屬澳門本地居民，則會將個案移交海關跟進。他同時表示，往來港澳通行證或探親證簽注審批屬內地相關部門權限，當局已即時向內地反映有關情況，並加強管控審查通關人士。他強調，禁止入境屬相當嚴厲措施，必須詳細分析具體個案來決定。而持任何類型證件與走水貨沒直接關係，關鍵是打擊堵截源頭。
治安警警調查及遣送處處長劉家榮稱，會針對個案“走水貨”次數、是否重複違反等分析，在2022年1至2月有8名持“藍卡”外僱涉“走水貨”，被當局廢止臨時逗留許可。

#### 持探親簽註入境相關口岸人士一天內達三次或以上需原地等候病毒檢測結果
2022年3月12日晚上，新型冠狀病毒感染應變協調中心宣佈，為了減少探親簽注來澳人士在關閘或青茂口岸頻繁出入境帶來的疫情風險，自2022年3月14日午夜起，持往來港澳通行證探親（T）簽注的人士，一天內（即當天0時至23時59分）在關閘或青茂口岸入境次數共達3次或以上，不論所持核酸檢測陰性結果證明何時採樣，均須在每次入境時即時付費接受1次核酸檢測並等候至有核檢結果後方可入境。當局強調相關措施暫時只限持往來港澳通行證探親（T）簽注的人士，入境次數亦僅計算從關閘或青茂口岸入境次數，經其他口岸入境次數則不計算在內。而受此措施影響人士須聽從口岸現場的工作人員指示，以便安排付費核檢，並須等候至有核檢結果後方可入境，此核檢結果不會在健康碼上顯示；另外，此一即時核檢至有結果過程或需時12個小時，入境前應做好準備，此要求不妨礙其他的防疫要求。
2022年3月21日0時起，持探親“T”簽注來澳人士入境特別核酸檢測措施擴大至港珠澳大橋珠澳口岸和內港客運碼頭，如在四個指定口岸入境次數共達3次或以上，不論所持核酸檢測陰性結果證明何時採樣，均須每次在該等口岸入境時即時付費接受1次新型冠狀病毒核酸檢測並等候至有檢測結果後方可入境。

## 嚴懲擾亂出入境秩序人士
2022年11月24日，拱北邊檢表示，近期有不法分子組織、教唆、鼓動出入境人員，在拱北口岸限定區域故意滯留聚集、穿插逆行，拒絕按照邊檢執勤人員指引排隊候檢，嚴重擾亂口岸正常出入境秩序，影響出入境旅客正常通關。根據法律，擾亂口岸限定區域管理秩序，可被處2,000元以下罰款；情節嚴重者可被處5日以上10日以下拘留，以及追究刑事責任。同日中午， 珠海市疫情防控指揮部通告，若故意在拱北口岸、青茂口岸通關場所內慢行、逗留、聚集，實行“抱團式”集中通關、擾亂口岸管理秩序，涉嫌實施走私等違法行為，自查實之日起3個月內，不得進入拱北口岸、青茂口岸，並由有關部門依法從嚴處理。通告稱，近期珠海疫情防控形勢依然嚴峻複雜，但部分人士為逃避監管，在拱北口岸“抱團式”通關，人為製造客流高峰，危及通關安全，增加疫情傳播風險，經珠澳聯防聯控機制協商一致發出通告，規範珠澳口岸通關秩序，當中亦呼籲通關人士遵守口岸工作人員指引，盡可能錯峰通行。

## 珠海及澳門相關政府部門或官員反應

### 2020年 (政府部門)
從2020年9月起，澳門海關與珠海拱北海關採取聯合行動打擊水貨店和水貨客，但水貨活動轉趨隱蔽化使澳門當局打擊力度存在困難。而水貨客主要來源、分比以澳門居民包括家庭主婦、長者為主和於澳門工作的內地僱員各自漸半，並透過熟人和認識才能加入「走水」活動。而這些水貨店主要集中在北區的關閘和祐漢一帶，通常活動在“貿易行”或待租的店舖進行，並於門外或透過手機通訊程式軟件進行“把風”以逃避執法部門進行行動。甚至有內地僱員在下班後來回珠海和澳門關閘一帶的水貨店「走幾轉」。
受疫情影響，香港和深圳兩邊都實施各項出入境管制措施，使港深水貨集團被迫將水貨活動重心轉移到澳門。2020年11月9日，澳門海關助理關長黃偉文出席澳門電台中文頻道節目澳門講場指出部分涉及走水貨的公司，是疫情期間香港人在澳門開設的公司，導致澳門境內水貨客問題變得惡化。恆常水貨客達2萬人，澳門居民和外僱各漸半，而外僱走水貨的時間集中在下午至晚上時段。而水貨集團招攬方式轉趨隱蔽包括形式上並透過手機通訊軟件進行招攬。另外，澳門海關因應情況強化口岸檢查力度，今年1-10月開展了35次打擊水客行動，查獲物品總值 5400萬澳門元。報導稱，根據珠澳兩地警方的數據，恆常水貨客有2萬人，澳門本地人及非本地人各占一半。
2020年12月尾，對於澳門海關與過往多次揭發有水客集團非法招覽或僱用外僱做水客，拱北海關與中資（澳門）職業介紹所協會簽署合作備忘錄，包括建立聯席會議和聯絡員制度，對澳門工作的內地僱員造成一定阻嚇性作用。

### 2021年 (政府部門)
2021年1月底，澳門海關與珠海拱北海關嚴密合作和加強情報交流情況下，發現水客偷運方法更隱蔽，兩地海關利用精密科技的手法加強打撃。
2021年3月11至12日，力報對境內水貨問題再進行專題報道，2020年全年，澳門海關主動打撃共39次水貨活動，貨物總值7200萬元，當中27次跨部門及聯同拱北海關合作，破獲共137宗水貨案件。大部份水貨集團大規模操控水客，在入境時受到控制從抵達收貨點再到倉庫過程後，再聯同珠海公安共同從源頭打撃。同時，拱北海關全年偵辦9,078宗水貨或水客案件，案值85.96億元，刑事立案共187宗。同時，受嚴重特殊傳染性肺炎香港疫情影響，多香港水貨集團轉移到澳門進行活動。隨著跨部門加強執法，水貨集團轉趨隱蔽同時轉移到工業大廈、住宅或使用私人車輛快閃形式等進行非法水貨活動，並招募部分人士進行「睇水」，使海關與跨部門執法打撃增加難度。
2021年4月20日，中國大陸央視新聞頻道新聞直播間節目中對珠澳水客走私情況和打擊行動作出專題報道，拱北海關聯同公安部和海關總署聯合行動共偵破水客走私刑事案件110起，打掉走私團伙39個，案值69.23億元。
2021年11月8日，澳門多個執法部門出席澳門電台中文頻道時事烽煙節目澳門講場探討澳門警務工作，在節目上不少市民關心當局打擊「走水貨」及「走水貨」造成的治安、衛生等問題。海關助理關長李煜輝回應相關問題時稱，如有外僱被查獲從事「走水貨」將觸犯過界工作法例，在有關個案分析中，如「水貨客」被查獲「走水貨」二至三次，將被界定為以「走水貨」維生，他們的外僱認別證件( 俗稱「藍卡」) 將被當局取消。李煜輝指海關將持續加強打擊「走水貨」活動的行動部署，與本地及內地相關部門加強合作及資訊交流，透過源頭嚴查、截擊物流鏈、深化執法合作等方式，全力打擊有關行為。由2021年1月至10月，海關共執行32次打擊水客行動，有24次為跨部門行動，包括澳珠兩地部門，查獲180宗違法案件，290人被起訴，貨品涉及美妝、酒類等產品，市值超過2,000萬元。海關亦加強裝備如在當年新開通的青茂口岸投入高科技關檢設備，以非入侵方式對旅客及其行李進行檢查，運用智能審圖技術，提升通關便利。同時在同年10月29日起啓用隨身執法記錄儀，首階段應用於跨境車輛及出入口貨物檢查，以輔助前線人員在管制區域內的執法及蒐證。有關錄影片段能提供客觀的紀錄，有助還原事實真相，保障市民及海關雙方的合法權益。
2021年12月1日上午，海關等多個執法部門在不足一個月內再次出席澳門電台中文頻道時事節目《澳門講場》，海關助理關長李煜輝透露海關的人面識別系統於明年第二季完成工作，並持續加強巡查懷疑水貨活動或商店，並加強打擊連鎖式「水貨客」活動。

### 2022年 (政府部門)
2022年2月8日，中華人民共和國海關總署發布2021年打擊走私十大典型案例，走私項目包括走私產品、“水客”走私、離島免稅“套代購”走私、粵港澳海上跨境走私、跨境電商渠道走私等諸多走私形式。其中拱北海關緝私局偵辦“220”打擊“水客”走私游戲機案，聯同珠海、北京和上海等地執法部門展開行動，打掉團伙20個，查扣游戲機等8.7萬余件，案值33.8億元。經查，涉案團伙通過“水客”以人身藏匿方式將游戲機等從拱北口岸等走私入境。
2022年3月25日，澳門海關行動管理廳代廳長布家明表示，在大力打擊水客活動情況下，使水客活動運作模式不斷改變，“走水”的貨物轉為一些高價值及體積小的美妝和電子產品，由地鋪轉入工廈、住宅，甚至用流動游擊方式不定時不定點派發，運作時間亦改為日間。澳門海關於2022年1至2月共開展 14次聯合行動，查獲物品金額 1,200萬元，而去年聯同多個部門在市內的 44次打擊水客行動共查獲物品逾 2,800萬元。另外，治安警動及通訊處處長馬超雄稱，因應鄰近地區疫情變化，治安警持續同內地相關部門保持緊密聯繫，加強在關閘口岸和周邊水客活躍的區域截查可疑人士。他稱，規定持探親證人士在多個口岸入境 3次或以上須即時核檢的措施，除了防疫外，他認為已改善和減少非必要頻繁和異常出入境情況。
2022年8月11日防疫記者會上，有記者提到對於網上有人發起日間關閘口岸過關、晚間青茂口岸過關。治安警察局公共關係處處長李德輝表示，警方會密切留意通關情況，若發現有人有預謀干預通關秩序，會調查並追究倘有的刑事責任。
2022年9月下旬，保安司司長辦公室主任張玉英回覆議員林倫偉關於完善青茂口岸周邊配套助分流的書面質詢時提到，在8月5日關閘恢復通關後，青茂口岸通關情況已回復正常，但警方亦發現有人在網上組織大批人員在某一時段集中在青茂口岸通關，目的是逃避或減少被內地海關截查“走水貨”的機會。為此，保安範疇全力配合內地執法部門，不斷總結及檢視各項管控方案，並採取有效執法措施，維護口岸正常通關秩序。
2022年11月上旬起，有流言指有團伙故意針對關閘早、晚高峰時段進行走水貨活動。對此，保安司司長黃少澤指，最近一個月，在關閘口岸和青茂口岸早、晚高峰時段及週末的本地走水情況特別嚴重，尤其在關閘口岸，對通關秩序造成嚴重影響，保安範疇正開展行動，並與珠海當局充份溝通，加強打擊水客力道。黃少澤指疫情下走水收益很高，吸引通關人士走水。然而，警方近期發現新現象是澳門居民走水情況嚴重，尤其是在早高峰時段一齊「衝關」。黃少澤又稱，最近一個月情況特別嚴重，而相關問題在珠海方口岸管轄範圍發生，被問到相關情況有否涉集團式操控，黃少澤回應稱，正在開展相關的偵查行動。
2022年11月23日，關閘離境大堂再度實施人流管制措施，澳門治安警表示是由於上午拱北口岸因通關人流眾多，採取了3次截流措施，每次約3至4分鐘，局方亦因應珠方截流情況，於關閘廣場啟動人潮管制預備措施，秩序整體大致良好。局方一直密切關注口岸通關人流情況，若發現有人鼓動集中同時通關，刻意干擾及阻礙通關秩序，危及通關安全，珠澳兩地執法部門必定嚴肅處理，追究責任，呼籲通關人士切勿以身試法。
2022年11月29日，保安司“2022年1月至9月澳門罪案統計和執法工作數據總結簡報”中指出，“水客”活動嚴重擾亂珠澳兩地的正常通關秩序，亦增加了疫情傳播的風險，澳門海關對此持續加強打擊力度。在2022年1月至9月在“水客”主要活動的關閘口岸及青茂口岸截獲相關個案3,664宗（其中出境1,893宗，入境1,771宗），涉及人數3,667（其中出境1,893人，入境1,774人）；於澳門半島市區共開展了67次打擊“水客”行動（其中包括36次跨境或跨部門聯合行動），查獲的違法個案合共176宗，檢控違法者共354人，查獲物品金額折合約9,320萬澳門元。同時於內港貨運碼頭共查獲57宗個案，涉及公司共43間，查獲物品主要包括美妝產品、名牌服飾、冷鏈食品、藥物及香煙等，貨值約1億5千萬澳門元。

## 澳門本地民間各方反應

### 2020年及2021年（澳門民間）
自2020年初起，澳門持續受疫情影響，澳門各行各業均受到嚴重衝擊，部分行業需要進行裁員甚至部分行業需要對僱員作出減薪。有外僱稱在下班後走幾趟水貨多賺點錢，被問到會否擔心因走水貨被取消外僱身份，該外僱稱現在管不了那麼多，能賺就多賺點，因爲回到珠海，還不知道何時能找到工作。另外爲了規避檢查，會只帶體積較小的化妝品，菸酒等大件貨物都不帶。
2021年6月8日10時至7月上旬，廣東省收緊出入境澳門通關政策，持核酸陰性證明由7日縮短到48小時，雖然居民和旅客出入境人數大減，但仍有水客帶貨過關而且需求大增。前社區警務主任、澳門地區發展促進會會長陳德勝接受力報專訪時指出，市民應體諒現時不少基層市民受失業及無薪假等影響，而政府防疫限制措施只是以保障澳門居民安全為中心，同時政府應對一些基層市民作出扶持，應考慮提供適當援助改善民生。在新措施下由於增加往返交通費用及在澳留宿費用等開支，因此不少外僱晚上亦要走水貨幫補。他認為政府呼籲外勞盡量在本澳留宿，建議每月可作出數百元的住宿津貼作鼓勵，減少外僱跨境往返，與市民共同防疫。
2021年8月25日上午6時起更重新恢復7天核酸檢測證明，水貨客問題再趨向恆常化，更有外僱家屬成為水客新力軍，這班外僱家屬透過中國大陸出入境部門申請「探親證」來澳，獲得該證件就可以自由出入境澳門，而且外僱和其家屬多數在下午至晚上時段及假期時帶貨前往珠海，而且帶水貨收入比正職高。部分水貨客同時要看準時機，如聞聽拱北海關對水貨客進行嚴厲打擊就會暫停水貨活動；此外，水貨客帶來了治安和衛生問題，對部分居民造成了阻礙並影響出行，引起了當區居民和部分關注民生的團體的關注。
2021年11月上旬，隨著粵澳口岸於同年10月下旬恢復免檢疫通關，加上澳門失業率上升，導致居民和外勞都加入「走水」行列。以關閘的華大新村為例，疫情封關後大多數水貨店關門大吉，但近日「寬關」後變得門庭若市，各個商號門前逼滿「客人」，在11月4日澳門海關聯同治安警察局採取打擊水客活動，但仍有懷疑水客當場“問價”，在完成「購物」後的「客人」即場分拆商品並放入行李便於運上珠海。有商戶表示在工作日下班時段關閘一帶的水貨店街道是水泄不通。在每日上午或傍晚尖峰時段，部分過關人士經常有背着「貨物」的身影穿梭，當中大部分是「水貨客」。而大部分水客向店員支付貨款後，取得一定數量貨品，轉身便在商戶門前分拆貨品，以便經關閘口岸將貨品運上珠海。水客整個過程並無避忌，似乎「有恃無恐」。雖然近日珠海拱北海關在拱北口岸一帶採取行動，對水貨客進行嚴厲打擊，大部分水貨收貨點搬移到更遠、更為隱蔽的地方，因此，水客需在珠海拱北口岸地下商場乘搭的士前往收貨點交收。有水貨客與的士司機商談好價錢，以每轉人民幣20元的價錢協助水客「運貨」，因此在珠海拱北口岸商業廣場負二層出租車站經常有水客在隊伍龍頭集中。在澳門關閘一帶水貨店附近的藥房職員指，在「封關」期間生意損失慘重，在恢復「通關」後生意額恢復並增加最少有五成，當中最受歡迎的是日常藥物及奶粉，而藥房旁邊周邊街道在平日工作日下班尖峰時段更擠滿水貨客，導致街道水泄不通。而有居民和旅客表示水客問題對整個口岸和社區造成一定的影響，認為政府應該加大力度打擊，更有居民表示「走水」行為會否影響通關感受，該受訪的居民表示坦言「已經習慣」。 
2021年11月8日，海關等多個執法部門於上午出席電台時事節目提到打擊水貨客的問題時，北區和關閘一帶水貨問題仍然持續，特別是工作日傍晚尖峰時段有大量「水貨客」出沒，而水貨店最受歡迎的物品包括日用品、沐浴露、化妝品、食品以及酒等等，可說是包羅萬有。更有水客包裝貨品，包裝的貨品多為食品。由於店舖外堆積的人實在太多，行人路幾乎被完全霸佔，導致途人都要「兜路走」，走出到行車道上才能通行，並且因為人實在太多，加之他們背著一袋二袋的水貨去趕路，途人亦不時與水貨客發生肢體碰撞。同時，有水貨店蔓延到民居當中，有網民向本地傳媒反映北區的江海花園有商鋪不時有大量陌生人出入，仔細查看後發現，有關舖位平時用窗簾布遮掩，不少人進入店舖時排隊並且要「取籌」，之後出來的人士都拿着大批貨物。網民指出相關懷疑「水貨客」經常因排派隊「等貨」而阻礙大廈門口，且大部分人士都是陌生面貌，排隊時更產生大量噪音，擔心對社區及大廈造成治安隱患。網民亦指出，有關事件發生近一個月。
2021年12月2日，北區社區諮詢委員會召開會議，會上有多名委員反映區內水貨亂象問題。其中委員何敬豐指收到不少居住關閘附近的居民求助，指該處一帶的「水貨店」在清晨6時多就開始出現類似鬧市的聲音，影響居民日常作息；而過關前的水貨拆盒，導致出現垃圾，附近街道較多電單車違法停泊，居民擔心若有吸煙人士不小心丟棄煙頭，容易引致火警。另外一位委員張煥恩指關閘一帶水貨店已走進隱蔽工廈內，有工廈業主反映每日出入人數太多，登記人數多達千人，且大量陌生人出入，有水客為方便更在大廈梯間進行便溺，造成環境衛生及治安隱患問題，水貨客泛濫情況令市民生活大受困擾。委員李冬敏亦收到不少台山一帶商戶反映，寬關後水貨客活動大增，大量水貨客聚集在「貿易行」外提貨，產生噪音和治安問題，她期望有關系統能夠早日投入使用，以助海關打擊水貨活動。出席的海關代表介紹打擊水貨最新工作情況時表示，人臉識別系統亦可用於識別衣物和髮型等，當局正研究多方向識別出入境人士，以協助追查水客。
2021年12月15日，澳門街坊會聯合總會於10月時針對青茂口岸交通及周邊情況進行問卷調查發表報告並舉行發布會，在問卷調查中有超過三成受訪者擔憂該口岸的開通有機會將境內水貨活動擴散到青洲區，造成治安隱患。立法會直選議員顏奕恆表示，據他了解以及局方數據得知，目前水客活動主要以關閘口岸為主，而青茂口岸周邊商舖較少，現階段仍未有明顯水客跡象出現，但不排除水客活動隱蔽性高，難以察覺，因此建議當局在傍晚等高峰時段加強巡查力度。在問卷總結中還提到建議政府跨部門嚴格執法，儘快啟用人臉識別系統打擊水客，對於多次往返人士加強檢查，同時聯合珠澳兩地跨境跨部門合作，從源頭杜絕不法行為，並加以嚴懲。

### 2022年（澳門民間）
1月5日，力報發表社論指澳門境內水貨客問題仍困擾粵澳兩地，加上春節臨近，粵澳執法當局雖透過合作機制打擊「走水貨」活動，但仍遏而不止，廣州海關緝私局早前搗破四個「水客」走私團伙，利用海外採購方式寄往澳門，之後再僱用「水客」以「螞蟻搬家」方式入境珠海。當時「走水貨」在粵澳只屬違法行為，並非犯法，只有列為刑事，方能緩解「走水貨」問題。社評提到自從珠澳口岸寬關後，「水客」變得活躍，早期透過購買蔬菜生鮮肉類螞蟻搬家式運回澳轉售圖利。後來改為「走水貨」入境珠海，「水客」不只是澳門居民而且更有外僱加入該行列。自2019冠狀病毒病香港疫情爆發後各口岸實施封關，「走水貨」活動改為澳門尤其在北區一帶更為嚴重，由起初的商鋪變為工廠大廈甚至改用客貨車流動發貨，造成社會民生和衛生等多方面問題。文評最後提到解決水貨客問題不只透過現有法律進行違法罰款，建議將「走水貨」刑事化才能夠打擊境內水貨客問題。
3月2日，對於有持探親證的中國大陸籍人士從事非法水客活動在核酸檢測中驗出陽性，引起澳門社會上對防疫、通關措施和治安等相關問題的關注，立法議員李靜儀接受傳媒專訪時表示，部分人士每日多次往返珠澳兩地，在目前的疫情形式下的確造成新的問題和漏洞，政府亦曾呼籲如非必要，不鼓勵市民太常跨區流動，她亦曾收到居住關閘一帶的市民反映，水貨客未有因疫情而減少，水貨客當街拆貨和隨處丟棄雜物的問題逾趨嚴重，對區內居民的出行及生活便利上造成一些影響，甚至造成環境污染等，增加疫情傳播的風險。她表示不論是持藍卡或探親證者，申請來澳時都有其簽證目的，若持探親證來澳逗留是為了探親，事實上在探親期間再進行其他違法行為，建議當局繼續透過海關進行截查活動，去揭發一些人士藉此去進行非簽證目的動作，以免出現「過界工作」問題出現。另外有不少持藍卡外僱是自己購買「水貨」再過關，李靜儀表示，現時主要因為通關措施，導致有市民未能方便地出入境，於是衍生出更多人士進行「走水貨」。她指出，過往警方亦有揭發持藍卡者並非外僱人士，會有「假聘請」出現，扮作有工作但實際上是「水貨客」，此行為則需警方或勞工局在揭發後能不能舉例到其「過界工作」等違法行為，避免有人濫用外僱身份作為在本地人優先就業之下，資源不足的補充。 對於水貨客亂象屢禁不止，雖然有水客確診但關閘一帶水客走私活動沒有明顯減少，前社區警務主任、澳門地區發展促進會會長陳德勝接受本地傳媒專訪時表示，雖然執法部門加強執法，但由於兩地物品存在差價，水客帶貨有利可圖，從而形成走私活動。但從法律層面來說，國家海關對港澳及海外攜帶入境的貨物有明文規定，超過免稅額度商品要補交相應稅費，情況如嚴重甚至會觸犯走私等刑事罪行；而由於澳門方面罰則較輕，處罰力度難以遏止現時水客走私問題。他建議除加強巡查和執法外，還須修改與走私相關的法規，加大力度阻嚇相關不法行為，尤其不止針對水客，更要從源頭著手，追查水貨走私集團的幕後操控人士，加重打擊力度和刑罰。
2022年4月上旬，對於水貨客活動和行為漸趨隱蔽，打擊難度漸高。中區社區服務諮詢委員會於同年4月6日邀請海關代表介紹遏止水貨客活動的措施。會後副召集人羅萍表示水客活動漸趨頻繁，加上相關行為亦漸趨隱蔽，打擊難度漸高。她引述海關數據於該年首兩個月的打擊水客行動查獲價值逾千萬澳門元（下同）的貨物。有委員建議應適時檢討《對外貿易法》，加大對水貨客的罰則，以提高其阻嚇作用。
8月4日疫情記者會上，對於珠澳放寬通關限制導致“水客”活動活躍，治安警察局表示會根據實際情況，一如既往加強在關閘口岸周邊的巡查，截查懷疑涉及“水客”活動人士，並分析相關個案，展開針對性截查行動，如發現任何商舖及其職員等有非法勞動關係，亦會通知相關部門跟進；倘若發現任何人士涉嫌觸犯第16/2021號法律所規定“不合規範的僱用”條例，治安當局會進行檢舉並移送檢察院偵辦。此外，澳門海關亦會透過不同措施及策略，全方位打擊“水客”活動。
8月8日，應變協調中心就珠海一宗陽性個案曾赴關閘附近一帶包括關閘邊檢大樓和關閘天地，當局於當天開展關閘和台山一帶重點人群核酸檢測措施，並規定在當天完成強制檢測。有居民表示，區內一帶有很多售賣水貨的店舖，每逢放工時間，都會有大量水客聚集，且絕大部分是外僱，行人路都被擠得水洩不通，居民早有怨言，除了影響生活，亦衍生治安問題。因應疫情變化，所有珠澳口岸明起限往返一次，居民認為有關措施應該一早實施，必要時應持續推行。“若需要多次往返的人士，如看病及商務等，有合理理由者便可申請審批，彈性處理，杜絕水客活動。”
8月3日，珠澳口岸恢復免隔離通關，口岸除了讓民眾得以恢復日常往來外，也被部分走水貨的水客堵塞得水洩不通。因為封關而壓抑的需求短時間爆發，水客更加肆無忌憚走水，大大影響社區秩序，同時也帶來疫情隱患。近日珠海通報一例兩地頻繁往返的外僱確診，令澳門蒙上疫情復燃的陰影。自8月9日起，為遏止水客多次往來帶貨，珠海再出新政策限每日出入關一次及進行自費採樣等措施，有本地紙媒在8月8日當天在關閘俗稱「水貨街」內的多間店舖處於營業狀態，但取貨的水客數量不多。關閘出入境方面則是人來人往，多為經常往返兩地的僱員。有外地僱員表示，受到出入境限制次數、逢進必檢措施影響，對其上下班造成不便，她在關閘一帶工作，每日上午6時開關便要到澳門上班，工作時長11小時，因此出入境需核檢對其影響深遠，也十分擔心會令傳播風險進一步升級。陳小姐又指，自寬關以來，關口中除了往返兩地的僱員，亦經常出現「水客」的身影，她認為在特殊情況下，頻繁的水客活動會對整個社會造成困擾。立法會直選議員林宇滔表示，水貨市場難以徹底撲滅，但當水客問題對社區安全造成影響，甚至阻礙到控疫工作的時候，政府必須正視問題，且進行嚴厲打擊。他認為當局為減少水客通關頻密，推出限制通關次數的措放有實質作用，有效遏止水客多次往來帶貨。長遠而言，政府亦應思考如何避免水客為本澳帶來的風險，作出針對性的措施，如重點打擊稅額較高的貨物。另一位直選議員李靜儀表示，水客問題與社會經濟息息相關，現時走水貨問題日益嚴重，相信與經濟環境低迷有關，失業人士不斷增多，不少家庭收入大量減少，迫於無奈下只能走水貨賺取外快。對於整頓工作需時她表示理解，但政府應多作實際扶持措施，解決本地居民困境，例如加快推進第二個百億經援落實進度，為居民提供經濟援助，從根源上緩解問題。李靜儀認為政府可藉著休整期間，研究更多扶持就業的政策。隨著時間推移，社會恢復正常運作，相信政府幫扶就業計劃能如常啟動，屆時可透過舉行招聘會、職前培訓和帶津培訓、職業配對等計劃，以多元化的方式，釋出不同類型的職缺，進一步推動本地居民就業。
10月下旬，珠澳兩地新增多宗確診個案，經初步判定與拱北口岸地下商場內快遞區有關，該商場作為交收及水貨客活躍點之一。10月30日下午時分，在縮短核檢證明前夕之際，仍未有影響水客的活動和出關意欲，下午二時許，當彩虹苑第一座正進行紅碼封控之際，相隔不遠的另一端水貨街，依然人流絡繹不絕，有水貨客到附近的商鋪「買貨」，將貨品裝好入手拖車或隨身的袋子，似乎未有受到近日的兩宗內地輸入個案影響到「走水貨」意欲，唯相關人士對於鏡頭尤其敏感，提高警覺。而關閘一帶商圈，亦有不少旅客、市民如常往來，有市民拖著手拖車出入，有旅客拖喼前行、等候巴士，人流未有因為再出現由珠海地下商場因共軌而出現的確診個案而銳減。
2022年11月9日，澳門電台中文頻道時事節目《澳門講場》回顧保安範疇施政工作，治安警察局代表稱由該年1至10月，對33名外地僱員取消藍卡並禁止入境。澳門海關助理關長李煜輝表示，得益於聯同內地執法部門作出高密度和高強度執法，打擊走水貨活動，該年1至10月，包括加強對進口貨物管控，查獲貨物1.6億元。同時，透過市內打擊、巡查工廈和水客散貨點，處理9,800多萬澳門元貨品。
2022年11月26日，針對水客“抱團式”衝關行為採取相關措施，但關閘及華大新村一帶水貨街仍有貿易行商戶正常營業，大多數以“散客”為主。部分水貨客亦繼續冒險，取貨「走水」過關。在水貨街的有部分貿易行照常營業，店外擠滿購買酒類或化妝品的顧客。當中有疑似水貨客手持大袋貨品從附近的工業大廈或商場離開，不排除到散貨點取貨，更有疑似水貨客直接前往關閘廣場外圍的行人專區，即場拆除貨品包裝盒，再放入背包或手拉車往關閘方向行進。
澳門立法會直選議員林宇滔受訪時表示，不論香港還是澳門都是自由港，兩個特區和內地的關稅制度不同，造就了兩地特定商品的價格差異，這個情況在澳門更加明顯。香港則因疫情關係，導致中港兩地無法正常通關，間接導致澳門逐漸成為另一個絕佳的走水貨渠道。林宇滔提到，因為有價差這個誘因，導致本地走水貨的行為屢禁不絕，「很多人不定期帶很少量貨品去變賣，監察的難度巨大。」他表示無可否認失業促使眾多澳門本地居民加入走水貨的行列。

### 2023年（澳門民間）
2023年4月下旬，街總代表趙俊源表示，有大廈住宅單位被用作水貨散貨倉庫後，由於水客進出過於頻繁，引起住客高度關注，他指，水客的頻率達每分鐘4-5人，情況令住戶憂慮，也對大廈的進出入閘門造成過於頻密使用而出現損壞。他反映，在疫情期間，部份單位用作水貨散貨倉庫用途，令水貨散貨倉庫有擴散到距離口岸較遠的工廈、住宅情況，例如擴展至黑沙環、祐漢一帶。由於水貨散貨點較隱蔽，需要居民和管理公司共同關注所居住的大廈內有否出現水貨倉庫，他呼籲居民，若遇到此情況，可向海關或治安警作出舉報。
2023年1月30日，珠澳口岸限次通關措施暫定再延長三個月，有居民表示贊成，認為有關措施宜維持，以有效遏止“水客”活動；加上珠澳口岸免核酸通關，但限次通關措施難免對出行造成不便，居民需要提前規劃好行程，否則有可能要“白行一趟”。另有居民表示，由於關閘口岸一帶的“水客”活動屢禁不止，對附近的居民出行、治安、衛生等造成一定影響，認為限次通關能夠有效減少有關“水客”活動，亦降低對居民生活的不便。

## 中國大陸相關部門執法行動

### 2020年 (中國大陸)
2020年9月，拱北海關聯同珠海公安採取聯合行動搗破跨境水客集團，行動中拘捕43人並包括一名澳門居民，而在行動期間更發現深港水貨客集團營運方式有跡象轉移到澳門與珠海跨境口岸，主要貨物以日本等境外供應商處購買的化妝品、食品、電子產品、寵物用品等。而不法走私集團從發貨地點運至香港，再由香港經船運方式到達澳門作集中派貨，利用通信軟件組織水貨客利用“螞蟻搬家”方式經拱北口岸走私入境珠海，在貨物入境珠海後，再通過快遞方式迅速交付境內貨主，由貨主銷售牟利。拱北海關並表示2020年頭八個月檢獲四千三百九十六宗走私違法案件，案值四十八點八億元，同時透過多個行動方式進行打撃不法水客活動。
拱北海關對於近日水貨客猖狂的問題持續關注外，於2020年12月10日起增設當日三次以上過境旅客通道打撃「水客」走私活動，並於入境旅檢大廳內設置多個宣傳展架、海報等對水貨客作出警告和忠告，並於適當時間與澳門海關採取聯合行動打擊「水貨客」走私行為。
2020年全年，拱北海關開展「國門利劍2020」行動，全年共查辦各類走私違法案件9,078宗，案值85.96億元。並進行多重行動打撃水客和違法水貨販運活動。

### 2021年 (中國大陸)
2021年1月18日，拱北海關聯同珠海市公安局在珠海、中山、廣州等地同步開展打擊「水客」團夥走私集中收網行動，成功破獲一宗「水客」團夥走私高檔酒入境案，拘捕12人並破解三個「水客」團夥，初估案值約人民幣1,100萬元。
2021年3月29日凌晨，廣東省公安廳多個部門採取開展「颶風18」號專案集中收網聯合行動，並於廣東省6個城市和8個外省城市包括北京和上海等開展該行動。行動共拘捕54人，打撃共13個水客團夥，扣查涉嫌走私「任天堂」、「索尼」、「微軟」等品牌遊戲機，價值7,780多萬元，查封倉庫10個，扣查涉案電腦、電子票據一批，查封涉案帳戶84個，查證2018年以來累計案值約33.8億元、涉嫌偷逃稅款3.89億元。據了解，該團夥先將貨物以貿易物流形式報關入澳門，再理貨拆貨「化整為零」，通過「水客」通關團夥帶貨入境，在境內收貨「化零為整」，再由物流倉儲團夥轉運給貨主團夥，形成走私的閉合鏈條。
2021年8月，拱北海關針對水客走私採取新態勢、新手法，連同多個執法部門構建打擊治理「水客」走私機制，對於一年內三次走私兼情形惡劣的「水客」，除面臨刑事責任外，還將受到一定時間內限制簽注的懲戒。目前有51人被限制出入境。僅8月23日至26日，拱北口岸已立案處理57宗違規走私案件，其中查獲旅客走私、違規攜帶731部手機入境。8月26日晚上，拱北海關在拱北口岸入境車道查獲一名旅客以人身藏匿方式走私手機34部入境，海關依法對其追究刑事責任，下一步其辦理出入境簽注可能被予以限制。拱北海關舉例，一名持有探親簽注的姓陳內地旅客在去年8月20日、8月26日、10月17日走私化妝品、護膚品經拱北口岸入境，除被追究刑事責任，相關部門將對其再次申請簽注予以限制。另外，一名姓林內地女子涉嫌帶有動物製成品入境，而該製成品為壁虎屬國家「三有名錄」保護動物「疣尾蜥虎」，目前該名人士已被拱北海關處罰和對攜帶物品進行沒收。
2021年9月5日，拱北海關在拱北口岸查獲多宗旅客走私、違規攜帶手機進境案件，一天內查獲數量合計284台；當中包括港澳旅客從拱北口岸旅檢大廳、跨境客車車道違規攜帶手機入境。在當天晚上8時，2名澳門旅客經拱北口岸跨境客車車道隨車旅客驗放廳進境，現場關員將其截查，從兩人攜帶的手拿包和褲兜處查獲「蘋果」牌手機共計16台。對二人乘坐的跨境客車進一步查驗後，發現該車的駕駛座腳墊板下方、座椅靠背置物架等位置藏匿了「蘋果」牌手機14台。同日，閘口海關還在拱北口岸旅檢大廳、跨境客車車道連續查獲香港旅客蘇某、範某等人身藏手機46台、34台進境。目前上述案件均已按相關規定作進一步處理。
2021年10月20日，拱北海關於拱北口岸旅檢大廳發現合共13名旅客身藏手機進境，共計366台，其中有旅客用透明膠帶將手機綁藏在腰腹部處。在當天下午2時許，一名身穿黑色上衣的澳門籍男子姚某經拱北口岸旅檢大廳「無申報通道」入境，因身姿形態異樣被現場關員截查。經進一步查驗，關員從其腰腹部處查獲用透明膠帶綁藏的iPhone手機、三星手機等共計36台。截至當日午夜12時，海關關員在拱北口岸旅檢大廳、東翼旅檢新廳又連續查獲12名旅客，分別身藏手機20台至36台不等進境，合計330台。目前，上述案件均已按相關規定作進一步處理。
2021年10月26日晚上，一名沒有攜帶行李的女子從海關「無申報通道」進境，經拱北口岸關員截查並按規定實施查驗後，發現她在腰間和腿部用透明膠帶綁藏了大量手機，合計40部。當值關員表示，當晚拱北口岸共立案處理旅客人身綁藏手機進境案六宗，數量共計188部。在25日傍晚，拱北海關機動隊現場開展重點巡查，於下午6時30分查獲一宗身體綁藏手機進境案。該男子在身上綁了32部手機。被查發後，他拿出了一張內地居民身份證，謊稱是第一次過關。當值關員對該名旅客進行重點問詢時，其言語前後矛盾，最終承認自己是香港旅客，曾有多次被海關處罰記錄。目前，上述案件均按照海關規定作進一步處理。拱北海關稱由10月19日至28日，拱北口岸共立案處理旅客身藏手機案件65宗，數量共計1,900部，數量最多的一天連續查獲13名旅客身藏手機進境。
2021年10月27日，拱北海關查獲一宗香港居民經拱北口岸時利用電動輪椅藏匿194部蘋果手機入境案，一名30多歲男子將手機藏匿於電動輪椅暗格被發現，目前已按照海關相關規定作進一步處理。案情指該香港男子乘電動輪椅經拱北口岸旅檢大廳「無申報通道」入境時被海關關員截查。經檢查，海關關員發現其電動輪椅車體存在異常情況，隨即對電動輪椅進行拆卸，在座椅下的鐵皮電池箱中發現暗格，裡面裝有大量用透明塑料袋單獨封裝的蘋果手機，共計194部。
2021年10月28日，拱北海關公佈自同年9月13日起展開打擊「水客」走私「秋風」行動，拱北海關聯同珠海多個相關執法部門通宵在拱北口岸附近收貨點、集散地進行六輪次嚴打，累計打擊「水貨」藏匿、交貨窩點13個，抓獲涉案人員72名，現場查扣高檔化妝品、手表等物品500萬人民幣，初步查證案值9,382萬元。另外，拱北海關緝私局正展開第二批教育整頓，拱北海關緝私局聚焦打擊走私，針對「水客」走私突出問題始終保持高壓 態勢。自9月份起開展為期五個月常態化打擊「水客」走私「秋風」行動，深化反走私綜合治理，持續 淨化珠澳兩地進出境通關秩序，助力珠澳口岸長治久安。 
2021年12月1日，拱北海關在11月下旬於拱北口岸破獲多宗「水客」以多種奇葩手法走私手機進境案，包括鞋底、內衣、腰腿部等藏手機，查獲共13名旅客藏匿手機328台進境。拱北海關透露自10月19日珠澳口岸實施寬關免隔離政策，共查獲旅客違規攜帶、走私手機進境達一萬餘台。11月22日晚上，拱北海關對兩名中國大陸旅客進行截查，關員發現兩人穿了同一款新鞋，且鞋底厚重臃腫，行走姿態也較為彆扭。經進一步查驗後發現兩人所穿新鞋進行改裝，取而代之的是3部用透明膠帶捆綁在一起的手機，此外海關還在兩人背包中各查獲了2台iPhone手機和一雙舊鞋。經現場清點，兩人利用鞋子藏匿iPhone手機共計12台。同一晚臨近閉關之際，一名澳門居民被關員發現其神色可疑進行截查，關員查獲該女人左右腋下、胸部內衣處分別查獲透明膠帶捆綁的iPhone手機，數量合計38台。
2021年12月5日，拱北海關通報於12月2日上午在青茂口岸截獲兩名旅客利用身體收藏手機企圖逃避海關檢查，第一名旅客為香港居民，他身穿黑色上衣從青茂口岸旅檢大廳「無申報通道」入境，青茂海關關員使用手持式金屬探測儀對其進行查驗時，儀器提示其腰腹部、腿部有異常。經進一步查驗，發現該旅客在腰腹、腿部綁藏了大量手機，合計40部，涉及多個著名手機品牌。約20分鐘後，海關再查獲另一宗利用身體收藏手機案件，而該旅客企圖冒用他人證件逃避海關監管，被海關識破。經進一步檢查，海關在其腰腹部、腿部查獲綁藏的手機共計34部。
2021年12月27日，廣州海關緝私局公布在近日開展的打擊「水客」走私專項行動中，分別於廣東省廣州市、佛山市、珠海市及福建省福州市等地搗破四個奢侈品走私集團，行動中拘捕十人，涉案金額高達兩億元人民幣。案情指該走私集團利用偽報品名、低報價格的方式，通過郵寄渠道走私奢侈品入境。走私集團先安排專人在海外採購高檔奢侈品，購買後統一寄往澳門，透過珠澳跨境「水客」集團招募的水貨客以「螞蟻搬家」(「人肉帶貨」)方式從澳門帶貨經珠澳口岸走私名牌箱包、高檔服裝、手錶等奢侈品，並將貨品帶入中國大陸統一收集後寄至境內貨主分銷。

### 2022年1月至6月 (中國大陸)
2022年1月14日，拱北海關公佈於1月12日下午4時左右破獲一名中國大陸男子經拱北口岸無申報通道入境，被海關關員截查。經調查查獲該男子隨身攜帶的黑色塑膠袋中發現兩瓶被改裝的“沐浴露”，瓶內液體被掏空，瓶底被割開，內藏數台手機。經清點，2個瓶子內共藏有蘋果手機12台。拱北海關指至今年以來拱北口岸海關查獲人身藏匿、物品夾藏等違規走私案件338宗，各類奇葩走私手法層出不窮。各類走私違規案件中，涉案物品包括手機1,856台、酒124瓶、化妝品74件等。其中在身體腰腹部、腿部等部位綁藏手機進境案共68宗，除此之外，改裝平板車藏酒、改裝嬰兒車藏酒、用餅乾盒藏酒、用奶粉罐藏化妝品等“水客”走私手法花樣百出。對此，海關持續加大查緝力度，重拳打擊違法違規走私行為。
2022年1月下旬至2月上旬，珠海市公安局打私支隊打擊「水客」走私工作專班於春節前夕打掉二級、三級收貨倉庫五個，捕獲涉案人員八名，繳獲走私物品約3.35噸、價值約71萬元。其中在1月28日晚上在珠海市香洲區拱北丹霞別院查獲走私廢舊電池約0.5噸，在夏灣新村查獲廢舊電腦一批；晚上9時許，在拱北賓館某別墅區查獲二手電池約2.5噸。1月29日晚7時許，在拱北賓館某停車場查獲iPhone13手機30台、價值約24萬元；9時許又查獲一批化妝品（粉底、口紅）、價值約20萬元。1月30日晚上，在香洲區南灣北路南山主體公園某停車場，查獲運輸走私貨物車輛一台，抱獲嫌疑人一名，繳獲化妝品一批共2103盒、價值約20萬元。
2022年3月1日，拱北海關公布在2022年2月累計在珠海拱北口岸查獲走手機案件 657宗，涉及手機總數 7,594部。拱北海關又稱在春節假期後，拱北口岸日均客流量不斷攀升，部分水客亦企圖通過將手機藏身等手段逃避海關監管，海關僅在 2月 23日單日已連續查獲 35名旅客合計走私 639部手機。
2022年3月下旬，拱北海關公佈所屬閘口海關在拱北口岸識破多種奇葩走私手法，查獲人身藏匿、車輛藏匿等違規走私案件近500宗。海關透露其中一名男子駕駛跨境輕型客車入境時發現異常，關員描述，「搬開工具箱之後，備胎中間就露出了茅台酒和壓扁的酒盒，還有成套的酒杯。」經清點，共計6瓶茅台酒。另外，在同日在拱北口岸旅檢入境通道截查一名澳門居民男子，該男子某褲腳處臃腫異常，示意其拉起褲腳仔細查看，發現其腳踝襪子處有硬邦邦的塊狀物體。經進一步查驗，許某竟在雙腳襪子和鞋墊下分別塞着數塊用透明膠帶包裝的CPU和硬盤，其中CPU數量共12塊、SAMSUNG硬盤1個。目前，上述案件均已按相關規定作進一步處理。拱北海關指近期扒北口岸「水客」走私手法花樣百出，海關持續加大查緝力度，重拳打擊各類違規走私行為。
2022年4月上旬，拱北海關破獲一起「家庭式」團夥走私普通貨物進境案，初步估計案值約2200萬元。案情指，該走私團夥在境內通過經營線上網店，接受境內客戶訂單，而後在境外網站購買訂單貨物，通過偽報品名或低報價格方式寄遞進境，或者將貨物先寄到澳門，再通過「水客」偷帶進境後銷售。該團夥的銷售網絡非常廣泛，經營的時間也較長。團夥主要成員是一對夫妻及該名團夥主腦的弟媳，網店倉庫設置在居民樓內，隱秘性強，團夥成員間的關係也十分緊密。行動中共抓獲犯罪嫌疑人3名，查封私貨倉庫2個，現場查扣涉嫌走私入境的品牌手袋、服飾、鞋等近3000件，價值約100萬元。
2022年4月8至10日，拱北海關於拱北口岸連續查獲共37宗「水客」以人身綁藏的形式走私手機入境。其中在4月10日晚上截查一名可疑男子中共查獲手機40部。拱北海關聯同澳門海關和珠海市多個執法部門，持續重拳出擊，嚴厲打擊「水客」走私行為。據悉，拱北海關所屬閘口海關與澳門海關關閘指揮站建立「點對點」聯絡機制，定期不定期開展聯合執法行動，即時通報高風險旅客即時業務資訊，積極構築珠澳立體反走私防線。
2022年4月24日上午，海關聯同珠海市公安局共16名執法人員對拱北口岸附近“水貨”收貨點、集散地等開展機動查緝行動，抓獲正在交貨的“水客”及收貨人員3名，打掉收貨窩點2個，現場查扣蘋果牌二手手機264台及蘋果牌智能手錶45只，初估案值54.24萬元。
2022年5月16日，拱北海關公佈由年初至5月13日共立案偵辦90宗一年內3次走私入刑案件，其中在同年4月有一名澳門居民經拱北口岸無申報通道入境內地，關員發現其步態、神態異常，經檢查他腰間用透明膠帶捆綁的40部手機，他之前亦曾因走私手機、葡萄酒被行政處罰，已交緝私部門立案處理。
2022年5月17日，拱北海關公佈破獲一宗“家庭式”團夥以行李藏匿方式走私奢侈品進境案，涉及案值超過1億。而該攬貨團夥，在境外攬收貨主購買的名貴手袋、衣服、鞋等貨物，並委託李某等“水客”團夥走私進境。私貨入境後運往中山倉庫，再以快遞方式發給境內貨主銷售牟利。跨部門於同年4月28日採取拘捕行動，拘捕共10名犯罪嫌疑人，查封私貨倉庫三個，現場查扣涉嫌走私入境的品牌手袋、服飾、鞋等近600件，價值約400萬元。目前，該案正在進一步偵辦中。
2022年5月19日，拱北海關公佈近日在拱北口岸發生多宗擾亂通關秩序案件，呼籲通關人士自覺遵守海關監管規定，切勿從事攜帶水貨等違法違規行為，如拒不配合海關監管，阻礙關員依法執行職務，將由公安機關依照治安管理處罰規定處罰，構成犯罪則依法追究刑事責任。其中在4月7日，1名男子在腹部綁藏走私手機，逃避海關監管，而他的同黨並出手拉扯關員，事後經公安機關教育，涉事人等向海關認錯認罪 。2021年2月，1名男子辱罵並使用暴力拒絕關員執法，破壞通關設備，嚴重擾亂通關秩序，被公安機關拘留。同年7月，1名男子拒絕海關查驗企圖逃跑，並多次將關員推到地上，被帶走依法處置。
2022年5月31日，拱北海關公佈搗破一宗名酒走私案，犯罪集團團涉嫌多次向澳門酒商訂購茅台、澳洲紅酒、日本威士忌等名酒，經水貨客走私入境內地再銷售。拱北海關聯同珠海、中山兩地公安合共110名人員，先在夏灣社區一間酒行當場帶走林某及另外3名疑犯，合共19名疑犯被捕。案情指，該走私集團多次從澳門走私名酒入境內地，再運至上述酒行或其他收貨點，統一打包後交由物流公司運往各地銷售。現場檢獲價值近300萬元（約351萬港元）名酒，扣查2輛走私專用的小型客貨車。

### 2022年8月至12月（中國大陸）
2022年8月10日，拱北海關通報於青茂口岸查獲兩名澳門籍旅客夾帶大量CPU、手錶石英機芯，在8月4日下午6時左右，一名澳門籍女性旅客從青茂口岸旅檢大廳海關“無申報通道”進入珠海，現場關員將其截查，在該名旅客隨身攜帶的手提袋中查獲兩個白色塑膠盒，每盒裝有整齊碼放的石英機芯1,000個，合計2,000個。在8月7日中午12時左右，一名澳門籍男性旅客從青茂口岸旅檢大廳海關“無申報通道”進入珠海，現場關員將其截查，在該名旅客隨身攜帶的一個奶粉罐中查獲用包裝紙層層包裹的英特爾牌i5型號CPU60個，查驗時還發現奶粉罐中還有一些棉絮狀物品填充。目前該案件正進一步偵辦中。
2022年8月10日，拱北海關通報一宗滑板車藏茅台案，在8月9日中午12時半左右，一名男性澳門居民推著一輛電動滑板車從青茂口岸旅檢大廳海關“無申報通道”進入內地，現場關員發覺異常後將其截查，在電動滑板車前筐及腳踏板下面改裝的暗格內查獲五瓶茅台酒。目前上述案件已按規定作進一步處理。
2022年8月12日至14日，拱北海關所屬閘口海關在拱北口岸連續查獲14名“水客”綁藏走私手機進境。其中在8月13日晚上7時左右，澳門籍男子李某經拱北口岸新廳海關“無申報通道”進境，形跡可疑，現場關員將其截查。按規定實施進一步查驗後，關員發現其在雙腿小腿處嚴實綁藏大量舊手機。經清點，共查獲手機36台。僅兩小時後，現場關員截查進境的內地旅客朱某，發現其在腰腹、雙腿大腿等部位以同樣手法綁藏手機共計34台。閘口海關介紹，該關持續加強正面監管，嚴打“水客”走私，僅8月12日至14日，該關在拱北口岸就已查獲14宗人身綁藏手機進境案件，涉案手機共計332台。海關提醒，進出境旅客應嚴格遵守海關監管規定，從事“水客”走私，實施人身藏匿、物品夾藏、偽裝藏匿等走私行為必將受到法律嚴懲。
2022年8月31日，拱北海關公佈拱北口岸附近商鋪展開打擊水客行動，發現有人走私紅酒，經追蹤調查，揭發3個月前被搗破走私紅酒集團的在逃主犯，在珠澳口岸恢復免隔離通關後，再次糾集其他人員，在澳門訂購品牌酒，聯繫“水客”人身攜帶過關至拱北指定收貨點，再由收貨人員集中寄發至多地，行動中拘捕包括集團主腦等6人。拱北海關其後再聯同橫琴粵澳深度合作區公安局，在東莞再拘捕多5人，揭發有酒行專門收購走私酒，搜出贓款近80萬元，相信有關商行自2022年以來，向走私集團購買酒類近2萬瓶。
2022年10月下旬，拱北海關破獲一起“水客”團夥走私普通貨物進境案，現場查扣涉嫌走私進境內地的高檔化妝品、燕窩等約1.8萬支（盒），初步查證案值約1.6億元。
2022年11月22日，拱北海關通報所屬閘口海關近期在拱北口岸連續查獲兩名跨境學童陪護家長利用豁免政策頻繁往返珠澳兩地進行走私活動。目前，相關部門已對其進行立案調查。案情指，澳門籍學生家長李某日前經拱北口岸旅檢大廳海關「無申報通道」入境時，被現場關員截查。關員在其隨身攜帶的背包中查獲茅台酒數瓶。資料顯示，此次為李某當日第五次入境。僅在一天后，閘口海關再次截查陪護家長施某違規攜帶iPad及化妝品一批進境，其曾在當月因違規攜帶六台筆記本電腦進境被海關查獲，進境次數一天甚至多達六次。自9月開學季以來，海關關員在執法過程中發現：有陪護家長利用豁免政策進行走私活動，甚至教唆學童「走水」帶貨。目前，上述案件已根據相關規定作進一步處理，李某、施某二人均被有關部門取消豁免資格，從陪護家長白名單中除名。海關方面也會按規定將查獲的家長及學生涉嫌走私的相關資訊向澳門方面進行通報，使之納入校園教育的範疇。
2022年11月25日，拱北海關於拱北口岸入境大堂發現一名女子形跡可疑，該女子腹部隆起、體態異常，接受關員問詢時，言語邏輯混亂，談及身孕月份閃爍其詞。“該旅客說自己懷孕大概5、6個月，可是她肚子很大，看起來像孕晚期。”現場女性關員依規對其進行查驗，發現肚子部分有一個硅膠假體，拿掉假體後，露出了用透明膠帶綁藏得嚴嚴實實的CPU和手機。經清點，共有CPU 202塊、手機9台。海關已按規定對該案作進一步處理。
2022年12月3日，拱北海關所屬閘口海關近日在拱北口岸查獲一宗旅客身藏、夾藏大量手機內存卡進境內地案。案情指，一名澳門居民經拱北口岸海關“無申報通道”入境珠海，現場關員發現其攜帶的行李物品機檢圖像有異，遂對其行李物品進行重點查驗，查獲藏匿其中的數百張舊電話內存卡。查驗過程中，關員發覺其腰部僵硬，肢體動作不自然，似有異物，經查驗發現其在腰腹部用透明膠帶綁藏了大量的舊電話內存卡。經清點，黃某分別藏匿、身藏內存卡合計2,400張。目前，上述案件已按規定作進一步處理。

### 2023年
2023年4月26日，拱北海關發佈消息於2023年第一季度，該關緝私部門共立案查處旅檢口岸“一年三次”“水客”走私入刑類案件（“三次入刑”）共57宗，包括3名澳門居民。從案件情況看，涉及口岸“水客”人身藏匿、行李物品夾藏、偽裝、利用粵澳兩地牌車偷運等方式。涉案人員均屬一年內因走私被給予兩次行政處罰後再次走私，涉嫌走私犯罪。根據《刑法》第一百五十三條規定：一年內曾因走私被給予二次行政處罰後又走私的，處三年以下有期徒刑或者拘役，並處偷逃應繳稅額一倍以上五倍以下罰金。海關提醒進出境旅客，應自覺遵守海關監管規定，切勿被利益驅使，實施藏匿走私等嚴重違法行為，觸碰法律底線。海關緝私部門將保持高壓態勢，依法重拳打擊“水客”走私行為。
2023年5月30日，拱北海關公布近期破獲一宗團夥經澳門走私高檔相機進入中國大陸案件。該關於同年2月中旬聯合深圳、橫琴邊防部門，在珠海、深圳兩地進行集中收網，成功拘捕12名疑犯，搗破兩個走私團夥，兩個私貨倉庫，現場查扣涉嫌走私進境內地的236部高檔數碼相機、鏡頭等，扣留貨物價值約130萬元人民幣。後續行動中，關員拘捕5名相關貨主團夥嫌疑人，案值由立案時的2.65億元（約2.97億港元）擴大至總值5.68億元(約6.37億港元)。案情指，自2022年4月以來，其中1名疑犯許某某團夥在澳門攬收貨物、組織貨源，僱請「水貨客」。澳門籍司機再以「螞蟻搬家」方式，經口岸走私高檔品牌相機進入珠海，入境後將貨物存放於快遞櫃或交給流動接貨車輛，交由中國大陸境內團夥人員收取貨物後重新包裝，將其集中送往深圳、廣州等地交境內貨主銷售牟利。

## 澳門相關部門執法行動

### 2020年 (澳門)
2020年12月至2021年1月，澳門海關與治安警察局聯合採取行動打擊水客。其中在2020年12月29日對一間位於騎士馬路目標店鋪採取突擊行動，拘捕9人，包括3名店鋪職員、3名外僱和3名本地居民，扣押約91萬澳門元貨品。 

### 2021年1月至6月 (澳門)
2021年1月7日，海關與治安警採取突擊行動，到北區一工業大廈水客「螞蟻搬家」供貨點查獲價值共173萬元商品，拘捕十人包括兩名負責人、三名職員和五名水客。其中兩名負責人違法入境逗留法律移交檢察院處理並由勞工事務局跟進。
2021年1月24至25日，澳門海關於關閘邊檢大樓截獲7宗偷運未完稅香煙入境案件，利用衣服遮蔽以逃避海關檢查並企圖混過關，在過程上合共查獲未完稅香煙2,800支。直至1月28日共截獲34宗同類案件。當中涉案人士年齡為24至84歲之間，22男12女包括澳門居民、香港及大陸旅客。
2021年3月10日，海關與治安警察局採取聯合行動搗破工業大廈水客供貨點，共拘捕13人，查獲價值共109萬澳門元貨品，包括2000多件舊手提電腦及舊電子配件，並查獲9名黑工，包括集團內1名職員及8名水客，相關人士已移交檢察院、勞工事務局和財政局處理和跟進。
2021年4月16日，澳門海關破獲不法分子改用七人車向水客分貨，行動查獲321件貨品包括藥物、美妝產品及食品等，共拘捕4名澳門居民，包括1名店舖現場負責人、1名店鋪職員 (七人車司機)及對兩名懷疑水客作出起訴。案情指於2021年4月15日下午，七人車司機到市內店舖提取貨物後，到台山一帶街頭以流動方式將貨物分發予水客，海關見時機成熟立即採取行動，分別帶走上述七人車駕駛者及店舖現場負責人進行調查，調查顯示涉案車輛每次會到區內1至3個不同地點進行派貨，每次向2至8名水客派發。
2021年5月，澳門海關於「五一假期」密切監察水客活動情況，於5月5日下午聯同治安警察局於北區搗破一水客供貨店，經點算緝獲的貨物合共3,798件包括美妝產品、藥品、衣物及手袋等，檢獲貨物估值160萬澳門元，拘捕8人包括2名店舖負責人、2名店舖職員及4名水客，其中5名人士包括水客和店鋪職員為外地僱員，並查獲1店鋪職員為「黑工」，相關人士已交由海關、治安警、經濟局和勞工事務局跟進。
2021年5月20日，澳門海關於關閘口岸破獲三宗偷運新舊手提電話及電腦硬盤案件，水客利用利用隱蔽手法涉案物纏藏於腿間、腰間及夾藏於隨身行李中，拘捕三名介乎24至26歲非本澳居民男子，並根據《 對外貿易法 》作出起訴。海關指出近期水客活動明顯收歛，但不法分子利用身體纏藏或夾藏等隱蔽手法偷運物品前往內地。直至該年5月中旬，於關閘口岸出境旅客檢查區查獲1,121宗違法攜帶物品個案，撿獲物品包括食品、香煙、酒精飲品、藥物、手提電話、遊戲機、電子產品及美妝產品等，查獲物品涉及的金額折合約3,400萬澳門元，並以《 對外貿易法 》對相關違法人士作出起訴。
2021年5月26日，海關聯同治安警採取聯合行動，於北區搗破一間水客供貨店，檢獲約280萬澳門元貨物，拘捕6人。海關表示該水客集團以“螞蟻搬家”方式將貨物運送到關閘口岸出境，其中3名水客為外地僱員，違反《聘用外地雇員法》交給勞工事務局跟進。
2021年6月3日，治安警破獲一宗非法水貨活動，拘捕三名持藍卡（外地僱員身份認別證）的男子，涉嫌受僱他人非法走水貨將二手手機偷運到內地作銷售。三名人士於關閘一帶進行非法水貨活動，2021年5月28日，在進行非法水貨活動期間一名大廈看更巡經時，三人作賊心虛誤以為是警察立即棄貨拔足而逃。翌日 (5月29日)，三人再到該大廈停車場進行計劃走水貨活動，早前撞破事件的大廈看更見三人折返，立即報警。三人當場被捕，而疑犯們拒絕交代主腦「貓哥」身分資料及下落，警方正追輯「貓哥」和另一名水客集團的成員下落。
2021年6月7日，澳門海關聯同治安警採取聯合行動，於北區搗破一間用作水客活動供貨點的店舖，檢獲約值30萬澳門元的貨物，拘捕14人。包括1名店舖負責人、2名店舖職員及11名水客，其中1名店舖負責人觸犯《非法入境、非法逗留及驅逐出境的法律》中的「僱用」罪，另外11名水客及其中1名店舖職員涉嫌違反《聘用外地僱員法》，有關人士移交至相關部門作跟進。
2021年6月，澳門海關揭發水客利用隱蔽手法偷運電話通關，其中在6月11日當天揭發一名人士利用腰封及保鮮紙，將66部電話纏於腰間及大腿企圖偷運出境，最終被海關人員查獲。海關指出這種偷運方法已有八人被捕，均為男性，年齡介乎21歲至41歲，分別為澳門本地、內地及香港居民。
2021年6月16日，澳門海關聯同治安警察局搗破一間位於北區由停車場車位改裝而成的水客活動店舖，檢獲約值45萬澳門元的貨物，拘捕12人，包括2名店舖責任人、1名現場負責人、2名員工及7名水客，涉嫌違反《對外貿易法》。同時，治安警發現述2名店舖責任人涉嫌觸犯《非法入境、非法逗留及驅逐出境的法律》中的「僱用」罪，其中1名員工及7名水客涉嫌違反《聘用外地僱員法》，交由勞工事務局跟進。由於有關水貨供貨點非法經營，當局已轉去財政局和土地工務運輸局再作跟進和進行下一步措施。

### 2021年7月至12月 (澳門)
2021年7月21日，澳門海關聯同治安警察局搗破一間位於北區工業大廈的水客供貨點，拘捕17人，包括1名場所負責人、2名員工及14名水客。同時，同時，治安警發現述1名店舖責任人涉嫌觸犯《非法入境、非法逗留及驅逐出境的法律》中的「僱用」罪，；另外，該名場所負責人及上述其中12名水客亦分別涉嫌觸犯《禁止非法工作規章》及《聘用外地僱員法》，交由勞工事務局跟進。由於有關水貨供貨點沒有取得營業許可，當局已轉去財政局和土地工務運輸局再作跟進和進行下一步措施。
2021年7月28日及29日，澳門海關聯同治安警察局搗破三間位於北區某商業大廈內的水客供貨點，其中一間查獲約100件舊電腦及藥物，估值約10萬澳門元。另外2間與水客活動有關的店舖，查獲舊電子產品、花膠、燕窩、殺蟲劑及眼藥水合共約8千多件，估值約134萬澳門元。共拘捕11人，其中有多人違反《聘用外地僱員法》及《禁止非法工作規章》，涉案的3間店鋪同時沒取得營業許可。
2021年8月25日，澳門海關聯同治安警察局搗破位於北區一商業大廈內的散貨點。查獲保健產品、中成藥及美妝產品等貨物估值約130萬澳門元，當局對9名人士作出起訴，1名店舖負責人涉嫌觸犯《非法入境、非法逗留及驅逐出境的法律》內之「僱用」罪，另外，上述1名現場負責人、1名員工及6名水客亦分別涉嫌觸犯《聘用外地僱員法》，相關違法人士由交由政府多部門作跟進和後續處理。
2021年9月1日晚上約10時，澳門海關於關閘邊檢大樓離境通道查獲一宗違法個案，一名懷疑從事水客活動的人士品在出境期間攜有違法或未申報物被海關截查，惟該人士未配合並企圖逃跑離開，關員立即進行追截，最終成功截獲逃逸人士。經檢查發現其身上藏有8部舊手提電話，該名男子亦承認從事水客活動。涉案人士33歲男性，持往來港澳通行證及外地僱員身份認別證，目前案件已交給檢察院偵辦，相關物品已被海關充公。
2021年9月23日，澳門海關接報中國大陸海關提供的情報訊息並展開追蹤調查，搗破筷子基區一間工業大廈內的可疑水客活動散貨點，行動中檢獲約值17萬澳門元的貨物，並依法對七名涉案人士進行調查及起訴。當局查獲花膠約70公斤、乾腸衣202包、黑膠唱片及CD光碟461隻，估值約17萬澳門元，並將現場有關人士被帶返海關及治安警察局作進一步調查。
2021年10月11日，澳門海關破獲2宗跨境貨車偷運私煙案，涉案金額連稅達42萬澳門元，行動中海關查獲未完稅香煙合共285,080支，依法對4名涉案人士進行調查及起訴。
2021年10月19至21日，澳門海關一連三日於關閘加強部署打擊水客，透過日前收集的情報作分析，並應用科技設備協助執法，截獲十二宗利用隱蔽手法偷運電子產品出境的個案，合共檢獲一百○四部手提電話、六十件電腦硬盤，以及九部手提電腦，有案件更揭發部分涉案人士將走私物品以身纏方式偷運出境，試圖規避兩地海關監管。海關在行動中截獲十二人，並根據《對外貿易法》相關規定對相關涉案人士作起訴，被查獲貨品亦會宣告歸澳門特別行政區所有。
2021年11月4日，澳門海關聯同治安警察局聯手搗破一個位於北區的水客散貨點，行動中檢獲約值43萬澳門元毛皮，並依法對15名涉案人士進行調查及起訴。當局根據早前市民舉報資料，於11月4日採取行動對店舖進行搜查，行動中查獲15人，包括一名店舖企業負責人、一名現場負責人、一名員工及12名水客，緝獲毛皮合共1,088件，估值約43萬澳門元。經調查，涉案毛皮不涉及瀕危野生動植物種物品。另外，海關聯同治安警因應關閘一帶懷疑有店舖作水客散貨點，對該區造成治安和環境衛生問題，加劇防疫負擔外並對居民造成滋擾，於同月5至6日採取聯合巡查活動打擊水客活動和水貨店，對相關懷疑人士進行詳細調查。海關亦同時聯同市政署採取聯合行動，對違反公共地方總規章的店舖及人士作出起訴。
2021年11月12日，海關聯同治安警連搗破北區 3個水客散貨點，檢獲大批急凍食品、名牌手袋和生活用品，總價超過100萬元，連同店主及水客等13人涉案。海關指涉案水貨店懷疑非法聘用人員，將貨物以 “螞蟻搬家”形式分批經關閘口岸運送出境，行動中共查獲近 1,920公斤急凍食品，以及 463件名牌手袋及生活用品。案中，2人涉嫌觸犯非法僱用罪，3人違反禁止非法工作規章；8 人涉違反外僱法，同時相關店舖負責人亦涉嫌違反食安法，及未能出示營業稅申報表，已交由相關部門跟進。
2021年11月25日，澳門海關根據情報及舉報資料顯示，北區有兩間店舖涉嫌非法聘用人員，將貨物以「螞蟻搬家」形式分批經關閘口岸運送出境。澳門海關聯同治安警於11月18日及23日採取行動，共緝獲舊手提電腦、藥物及保健品共2,925件，估值約73萬澳門元，共三名人士涉案；亦查獲肉類製品（牛內臟）1,680公斤，估值約17萬澳門元，共九名人士涉案。12名涉案人士涉嫌違反《對外貿易法》、《澳門特別行政區出入境管控、逗留及居留許可的法律制度》、《食品安全法》、《聘用外地僱員法》等相關規定，被海關依法作出起訴外，相關涉案人士由治安警移送至有關當局跟進處理。
2021年12月2日，澳門海關聯同治安警察局於11月30日採取行動，搗破北區 1家水客供貨店，檢獲 120萬元貨品。涉案店鋪涉嫌聘用黑工，將貨物以「螞蟻搬家」形式分批經關閘口岸運送出境，9名涉案人士被帶走。海關於行動中緝獲藥物 176件、個人護理產品 18,306件、美妝產品 321件、動物毛皮 398件及花膠約重 140公斤。案中 9人涉嫌違反對外貿易法，當中有 3人涉嫌聘用黑工，被移交檢察院處理；另有 3人違反聘用外地僱員法，交由勞工局跟進。

### 2022年1月至6月 (澳門)
2022年1月20日，政府多個執法部門持續進行「冬防行動2022」，加強打擊各類違法行為。澳門海關對水客活動保持高度的打擊態勢，鑑於鄰近地區出現疫情，海關持續密切監察有關情況發展，加強情報收集及執法部署。本月18日，海關與治安警察局對北區一水客活動供貨點採取打擊行動，查獲貨物超過6,800件，估值約420萬澳門元，並對案中6名涉案人士進行調查及起訴。海關聯同治安警於1月18日下午聯同治安警察局採取行動，於現場搜獲大批美妝產品。經調查後，有強烈跡象顯示該店舖的負責人涉嫌非法聘用人員，將上述貨物以「螞蟻搬家」形式分批運送出境，規避粵澳兩地海關的監管。海關當場查獲貨物超過6,800件，估值約420萬澳門元。海關根據《對外貿易法》之相關規定，分別對1名店舖負責人、1名店舖相關責任人、1名店舖職員及3名水客作出起訴，一經判罰，最高可被科處5萬澳門元罰款，而被查獲的貨物亦會宣告歸澳門特別行政區所有。經治安警察局調查後，上述店舖負責人及店舖相關責任人涉嫌觸犯《澳門特別行政區出入境管控、逗留及居留許可的法律制度》之「不合規範的僱用」罪，移交檢察院處理；店舖負責人、職員及3名水客亦涉嫌違反《聘用外地僱員法》，交由勞工事務局跟進。此外，由於該店舖未能出示營業許可證明文件，故轉交財政局處理。
2022年1月26日，政府多個持續進行「冬防行動2022」，加強打擊各類違法行為。澳門海關聯同治安警持續監察懷疑與水客活動有關的店舖，雙方透過情報互換及分析，於1月25日對北區一水客活動供貨點採取打擊行動，查獲貨物超過五千件，估值約176萬澳門元，並對案中七名涉案人士進行調查及起訴。海關根據《對外貿易法》之相關規定，分別對一名店舖負責人丶一名現場負責人丶一名職員及四名水客作出起訴，一經判罰，最高可被科處十萬澳門元罰款，而被查獲的貨物亦會宣告歸澳門特別行政區所有。經治安警察局調查後，上述店舖負責人涉嫌觸犯《澳門特別行政區出入境管控、逗留及居留許可的法律制度》之「不合規範的僱用」罪，移交檢察院處理；此外，該名現場負責人及一名水客亦涉嫌違反《聘用外地僱員法》，交由勞工事務局跟進。
2022年2月10日，澳門海關持續進行「冬防行動2022」，海關聯同治安警於2月10日下午採取行動，在現場搜獲大批舊手提電腦及舊電腦配件。經調查後，有強烈跡象顯示該店舖的負責人涉嫌非法聘用人員，將上述貨物以「螞蟻搬家」形式分批運送出境，規避粵澳兩地海關的監管。海關當場查獲貨物共5,560件，估值約230萬澳門元。海關根據《對外貿易法》之相關規定，分別對一名店舖負責人、一名店舖相關責任人及四名水客作出起訴，經治安警察局調查後，上述店舖負責人及店舖相關責任人涉嫌觸犯《澳門特別行政區出入境管控、逗留及居留許可的法律制度》之「不合規範的僱用」罪，以及一名水客涉嫌觸犯同一法律之「關於身份的虛假聲明」罪，移交檢察院處理；其中店舖負責人及兩名水客亦涉嫌違反《聘用外地僱員法》，交由勞工事務局跟進。此外，該店舖未能出示營業許可證明文件，轉交財政局處理。
2022年2月20日，澳門海關持續加強相關防疫部署，包括繼續加大對水客活動的打擊力度，減少因水客流動而產生的病毒傳播風險。2月17日下午，澳門海關與治安警察局聯手搗破一個位於北區的水客散貨點，緝獲超過1萬2千件美妝產品貨物，估值約350萬澳門元，並依法對7名涉案人士進行調查及起訴。經調查後，有強烈跡象顯示該店舖的負責人涉嫌非法聘用人員，將上述貨物以「螞蟻搬家」形式分批運送出境，規避粵澳兩地海關的監管。海關當場緝獲美妝產品共12,624件，估值約350萬澳門元。海關執行防疫指引對相關扣押產品進行採樣檢測，結果全部陰性。海關根據《對外貿易法》之相關規定，分別對1名店舖負責人、1名店舖相關責任人及5名水客作出起訴，一經判罰，最高可被科處5萬澳門元罰款，而被緝獲的貨物亦會宣告歸澳門特別行政區所有。經治安警察局調查後，上述店舖負責人及店舖相關責任人涉嫌觸犯《澳門特別行政區出入境管控、逗留及居留許可的法律制度》之「不合規範的僱用」罪，以及1名水客涉嫌觸犯同一法律之「關於身份的虛假聲明」罪，移交檢察院處理；5名水客亦涉嫌違反《聘用外地僱員法》，交由勞工事務局跟進。此外，該店舖未能出示營業許可證明文件，轉交財政局處理。
2022年2月28日，海關搗破在北區的水客散貨點，搜獲超過300件貨物，約值32萬元，拘捕4名中國大陸籍男女。海關根據情報，連日監察北區商廈內懷疑與水客活動有關的店鋪，於2月24日採取行動，搜獲美容化妝及電子產品，帶走 1名現場負責人及 3名水客調查。海關認為有強烈跡象顯示涉案店鋪負責人涉嫌非法聘用人員，將貨物以螞蟻搬家分批非法運往內地。海關已對扣押物全面消毒，又重申鄰近地區疫情緊張，呼籲市民及外僱切勿貪圖利益做水客，加重防疫負擔。另外，涉案店鋪未能出示營業許可證明文件，將轉交財政局處理。
2022年3月3日上午，澳門海關聯同治安警採取行動，鎖定並搗破一個位於北區商廈的散貨點，在現場搜獲 22萬件藥物及 400件二手電子產品。經調查，有強烈跡象顯示店鋪負責人涉嫌非法聘用人員，以螞蟻搬家形式分批運送貨物出境，規避粵澳兩地海關監管。涉案 2人分別是店鋪負責人及水客，涉嫌觸犯對外貿易法，被扣押貨物已全面消毒。
2022年3月11日，海關聯同治安警公佈於關閘一帶展開打擊水客整治行動，先後共對十二名中國內地居民提起禁止入境程序。其中澳門海關於3月10日下午搗破一個位於北區的水客散貨點，緝獲共8,000件貨物，估值約415萬澳門元，並依法對三名涉案人士進行調查及起訴。其中一名負責人被開展禁止入境程序，另一名持藍卡走水貨的外僱除被禁止入境，同時被開展程序廢止逗留許可。海關稱，有強烈跡象顯示涉事場所負責人涉嫌非法聘用人員，將貨物以螞蟻搬家形式分批運出境，規避粵澳兩地海關監管；涉事的水客團夥具備較強反監控能力，派人在出入口把風，取貨人士需掃描二維碼才可進入涉案單位，而單位內分間多個細小房間，形成類似商場的佈局，現場環境錯綜複雜，增加海關監察及打擊難度。涉案場所未能出示營業許可證明文件，海關通報工務部門及財政局跟進。另外，治安警察局並對入境後行為明顯偏離入境目的的十名中國內地居民開展禁止入境程序。
2022年3月6日，澳門海關公佈由2月28日至3月5日，海關於關閘出境旅客檢查區合共查獲四宗手提電話偷運出境個案，違法人士試圖混跡於大量的出境人流當中，偷運違規物品前往珠海海關人員透過太赫茲人體成像安檢系統發現異常圖像，經詳細檢查後揭發案件，案中人士利用保鮮紙將手提電話分別綁藏於大腿、小腿及腰間，上述四宗案件海關合共查獲舊手提電話171部。涉案四名人士均為男性，分別為本澳及香港居民，年齡介乎24至56歲，海關已根據《對外貿易法》之相關規定對上述人士作出起訴，一經處罰，最高可被科處5萬澳門元罰款，而被緝獲的貨物亦會宣告歸澳門特別行政區所有。
2022年3月15日，海關開展打擊水客活動搗破兩個位於北區工業大廈的「水客」散貨點，行動中派出22名人員，搜獲美妝產物及電子產品等，並帶走兩男三女調查，其中四名為店舖負責人，一名為「水客」，五人均違反《對外貿易法》。海關情報及風險管理處代處長葉立本表示，其中一個散貨點由一名持商務簽注的男子及一名本地女子合夥經營，另一個散貨點由一名男外僱及其持探親簽注的妻子合夥經營，兩間店舖內的貨物均未能出示進口文件及來源證明，有強烈跡象顯示此兩間店舖從示「水客」活動。葉立本指，截至2022年2月，當局共開展14次打擊「水客」活動，查獲物品涉及1,225萬元。他又指，近期「水客」團夥逐步改變派貨策略，由過去固定派貨點多量存貨，改為少量多次發貨，並分散在多個「水客」散貨點，減少每個散貨點的存貨數量，並在散貨後便離開，增加海關監察及打擊的難度。葉立本稱，相信「水客」團夥為了分散風險而改變散貨模式，因為減少散貨點存貨量後，即使散貨點被海關查獲後亦只有零星貨物，可降低違法成本。他強調海關將持續對「水客」活動保持高度打擊態勢，不斷優化情報收集及分析的工作，動態調整行動策略及模式，加強對貨源的監控及市面巡查執法。
2022年3月16日，警方聯同持續加強打擊水客活動，至2022年首季，治安警已對從事「水客」活動的40多名持探親簽注通行證的內地居民及9名外勞展開禁止入境程序。另外海關共查獲違法案件75宗，涉及商舖13間，檢控違法人士共109人，查獲約值共1,225萬元（澳門幣，下同）的貨物。當局指「水貨」集團近年改變運作模式，散發「水貨」的固定點由過往的地舖轉移至住宅及工業大廈，甚至以車輛不定時不定點流動散發，並透過聊天軟件與「水客」聯繫，增加海關及警方打擊的難度。針對疫下相關衍生問題突出，澳門海關聯同警方以及其他政府部門透過「主動巡查」、「截擊物流鏈」及「深化執法合作」等管控及執法措施。治安警亦加強巡查關閘口岸及周邊「水客」活躍地區，截查懷疑從事帶「水貨」的人士，透過分析異常出入境個案，開展針對性截查行動。由2022年1月至3月11日，治安警已對從事「水客」活動的40多名持探親簽注通行證的內地居民及9名外勞展開禁止入境程序。海關針對實際狀況持續調整策略，從源頭截查可疑進口貨物，同時加強查處「水貨」散發點。於2022年1月至2月，海關共查獲違法案件75宗，涉及商舖13間，檢控違法人士共109人，查獲約值共1,225萬元的貨物。海關亦透過粵港澳反走私執法合作機制，持續加強與內地海關、珠海市公安局等執法部門的合作，持續全力打擊不法行為。 同日，海關公佈於3月15日晚上查獲另外兩宗涉及水客活動案件，分別涉及兩間店舖及一輛貨車，緝獲貨物總值逾350萬澳門元，海關已依法對2名涉案人士進行調查及起訴。海關指水客團夥改變其發貨模式，海關持續調整相關行動部署，加派人員到北區一帶進行監察，打擊分散發貨點和流動發貨等行為。海關根據情報及舉報資料，鎖定一間位於北區的店舖，並於15日傍晚採取行動，於現場搜獲34箱冷凍食品、保健品、鞋子及手袋共336件，全數不具備進口文件及貨物來源單據，總值約28萬澳門元。為減低病毒的傳播風險，海關執行防疫指引，對貨物進行全面消毒，同時通知市政署進行病毒採樣檢測，結果為陰性。1名持探親簽注的男子聲稱為店舖負責人，海關將其帶走作進一步調查。另外，海關在跟進舉報案件期間，在上述地點附近發現一輛可疑貨車正在卸貨搬往店舖期間，有關貨物與水客帶往內地的電話外包裝相同，懷疑涉及水客活動，隨即上前進行截查。關員經對貨物消毒後，確認涉及930部舊手提電話，總值約325萬澳門元，均不具備進口文件或來源單據。海關就貨物去向作進一步調查，確認相關貨物屬1名香港女子擁有，且有強烈跡象與水客活動有關。海關已根據《對外貿易法》對上述2名涉案人士作出起訴，一經處罰，最高可被科處10萬澳門元罰款，而被緝獲的貨物亦會宣告歸澳門特別行政區所有。同時，該名男性店舖負責人涉嫌違反《禁止非法工作規章》的相關規定，海關已提起筆錄交勞工事務局跟進，市政署亦因其涉嫌違反《食品安全法》而作出起訴。此外，該店舖未能出示營業許可證明文件，轉交財政局處理。
2022年3月17日，澳門海關近日透過風險管理系統的預警佈控，從源頭嚴查與水客活動相關的可疑進口貨物，在內港碼頭緝獲 3批共值 100萬元未經申報進口貨物，包括藥物 4,440粒、寵物營養品 2,400支、護膚品 1,200支、染髮劑 168盒及精油 4支。海關根據對外貿易法規定起訴 3名涉案人士，將跟進貨物來源及供應的水客散貨點，以作進一步打擊行動。
2022年3月22日，海關再次搗破一個位於北區祐漢的水客散貨地點，行動中查獲約值200萬(澳門元，下同)的多箱貨物，當中包括智能手錶、舊手提電話、清酒和美妝產品等，行動中包括一名水貨負責人及兩名水客被海關帶走作進一步調查。海關發現「走水」運作模式有所轉變，跡象顯示不少水客取貨和「走水」時段轉變為早上進行，當局在當日早上8時許共派出19名海關人員採取執法行動，在關閘口岸截獲一名本地女子，她承認從事水客帶貨，海關人員隨即到祐漢新村第六街興隆樓某地鋪進行突擊巡查，再帶走一名21歲的本地男子調查，他相信是該水客散貨地點的負責人，同時一名懷疑水客的女外僱亦在現場被帶走。海關表示，由今年1月至3月中期間，已展開了22次的打擊水客行動，查獲高達約值2,745萬元的水貨。對於當局近日實施持探親證單日入境三次或以上須即時自費核檢的新措施。海關認為，近期打擊水客活動暫未有發現利用持探親簽證「走水」的人士，說明該出入境管控新措施可起到有效正面作用。
2022年3月29日，海關接獲市民舉報於北區搗破一個「水客」散貨點，當局根據舉報資料在黑沙環利昌工業大廈有某部分單位懷疑是進行走私水貨活動，經情報分析，認為有關資料可靠性較高，於是進行行動部署，經過連日來監測和部署後鎖定利昌工業大廈二樓單位的其中一個單位，經鎖定後聯同治安警採取行動。海關於同日傍晚在關閘出境時截獲一名持外地僱員證件的男子身上搜獲美妝產品，經調查其供稱在海關已鎖定的目標單位取貨，同時在他身上發現一些交收單據，而是次報酬為150元人民幣。海關人員獲悉該消息後，聯同治安警人員一起進入目標單位搜集，結果在有關單位內發現六名男子，其中一名持香港證件，有四名持外地僱員證件，另有一名持往來港澳通行證探親簽註。經初步調查在現場查獲所有貨物是美妝產品，以觸犯「不合規範僱用罪」、僱用過界勞工、“過界工作”等罪名對七名男子移交檢察院和勞工局作跟進。
2022年4月6日，海關聯同治安警於關閘菜園路搗破一個水客散貨點，搜獲大批美妝和電子產品，並帶走5名男女協助調查，包括2名相信為店舖負責人的香港男女，其餘3人分別為2名店員及1名懷疑水貨客。海關表示該水貨店由該名香港居民男子負責營運，香港女子則是店舖持牌人，而2名員工則負責向水貨客分發貨物，當中1人是澳門居民，另1人則持探親證。由於案件涉及「過界」工作，海關已通報勞工事務局跟進。
2022年4月14日中午，海關聯同治安警搗破一個在騎士馬路關閘天地的走私水貨點，並截獲 6人，包括店鋪1名女性中國大陸籍的負責人，該負責人懷疑是非法勞工；以及5名水客，當中2人是本地居民，年齡介乎37至62歲，6人涉嫌觸犯對外貿易法將被檢控。在店鋪中搜出一批懷疑走私的美容化妝產品和波鞋，當局仍在點算物品的數量和價值。
2022年4月19日，海關聯同治安警搗破位於騎士馬路關閘天地五樓的一個「水貨」散貨點，行動中並截獲六人，同時在涉案店舖內搜出一批懷疑走私的美容化妝產品和波鞋。其中一名負責人被揭發懷疑「黑工」；另外三名「水客」為中國大陸籍外地僱員涉嫌「過界工作」；另外兩名為澳門居民。被捕六名人士的年齡介乎37至62歲，涉嫌觸犯《對外貿易法》將被當局作出檢控。
2022年4月21日，海關聯同治安警搗破一個位於祐漢興隆樓的水客散貨點，期間一名懷疑水貨店負責人的本地女子拒捕並咬傷一名海關關員，被控「拒捕」、「加重傷人」及「違令」等罪；另外兩名男性外地僱員涉嫌「走水」被帶走作進一步調查。案情指於4月21日下午，關員於關閘出境大堂截查一名年約40多歲的男外僱身上檢獲舊電腦及帶貨單據。經查問，其承認於上址提貨後「走水」帶回內地交收，從中賺取金錢。於是在21日傍晚採取行動，一名本地女子負責人拒捕襲擊關員，該女子事後被制服，受傷關員被送往山頂醫院接受治療。海關形容涉案單位是由貨倉分隔改建而成，除位置較隱蔽外，周邊更設有多個監控鏡頭，相信該犯罪集團具有一定的反偵察能力，增加當局打擊水貨難度。行動中，海關在單位內起出大量舊電腦，並再截獲另一名40多歲的男外僱，其承認為水客及正打算提貨。
2022年4月27日上午，海關接獲市民舉報於祐漢某工廈搗破水客散貨店，趁一名水客進入該單位採取行動，起出一批以寵物用品外包裝作掩飾的牛柏葉。現場貨物總數仍需點算，除了動物內臟，海關亦發現少量胺基酸注射劑，已聯絡市政署作食安方面的工作。行動中帶走一名20歲的持探親簽注的女性負責人，海關懷疑有人招募黑工，如證實將向檢察院檢舉。
2022年4月28日，海關聯同治安警於北區一工業大廈搗破一個「水客」散貨點。行動中發現單位有多個監控鏡頭，疑具有反偵查能力，隨後進入相關單位進行突擊檢查，截獲五名年齡介乎26至50歲人士，包括一名男性澳門居民為該企業的負責人，兩名持香港身分證的企業合夥人、一名持探親證女單位負責人及持藍卡男外僱，疑為「水客」，並查獲多款美妝及舊電子產品等貨物。其中一名持藍卡男外僱疑過界工作，持探親證女子涉「黑工」，違反聘用外地僱員法，其單位未能出示營運許可文件。
2022年5月3日，海關聯同治安警搗破位於台山新城市工業大廈5樓的2個單位，先後搜獲大批舊電腦零件，以及用寵物用品外包裝作掩飾的冷凍食材。海關先於當天下午在關閘出境旅客區截獲涉案其中1名水客，並檢獲涉案冷凍食材及帶貨單據。隨後聯同治安警調查涉案水貨點，行動中截獲1名中國大陸籍女子懷疑是水貨倉的負責人，並發現2名非法勞工分別持探親證及藍卡的男子，其中1人在行動中企圖逃走導致1名警員受傷。另外在巡查時發現同樓層內另一個水貨點，截獲懷疑是負責人的女性澳門居民。行動中共截獲9人，包括2名負責人、2名非法勞工和5名水客。
2022年5月6日，澳門海關針對中國大陸五一黃金周訪澳旅客增加，加大抽查出境人士，最近一周期間在關閘及青茂口岸查獲35宗偷運物品前往中國大陸的個案，起出703部舊手機及240件舊電子產品。海關指，35名涉案人士包括澳門、香港和中國大陸居民，已被起訴並最高可被罰款5萬元。相關涉案人士以隱蔽方式，分別將物品綁藏於腰間、腿部或奶粉罐內，試圖混跡於大量出境人流當中偷運至珠海。
2022年5月15日，海關於關閘口岸以利用人體成像安檢系統，揭發 29宗偷運物品出境案，起出 604部舊手提電話、7部舊手提電腦、600件舊電池及 5件美妝產品。海關指涉案人士利用保鮮紙及特製腰帶，將物品分別夾藏於腰間、大腿及小腿，又或夾藏在隨身背包內，利用人流掩飾企圖偷運至中國大陸，被捕的29人包括澳門、香港和中國大陸居民，年齡介乎 30-68歲，已被海關起訴。
2022年5月17日，海關於北區成功搗破水客散貨地舖，截獲4名澳門居民，並在店中搜出懷疑用作走私的大批美妝產品、舊電池和電子產品等。海關指早前收到情報，懷疑有人在北區黑沙環利用貿易行走私水貨。經過連日監視，當局相信有人利用水客以「螞蟻搬家」形式將貨物偷運出境，遂於昨晚採取行動，先後在店舖截獲1男3女，包括店舖負責人和1名員工，以及2名水客，年齡介乎48至59歲，均涉嫌觸犯對外貿易法。
2022年5月19日，海關於北區一商業大廈搗破水客散貨點，截獲 1名本地女子，緝獲包括乾貨在內近2,000件貨物，包括98部舊手提電話及1,852盒乾貨，部分乾貨為花旗蔘及石斛，屬瀕危野生植物，約值60萬元。涉案女子是現場負責人，海關同時發現這個單位沒營業許可，轉交財政局處理。
2022年5月，澳門海關於關閘和青茂口岸共查獲35宗分別利用身體、電動輪椅及移動充電器等隱蔽作案手法將物品偷運出入境個案，並檢獲未完稅香煙共8,860支、舊手提電話171部、舊電腦主板20件及遊戲卡143件；合共檢控 35人。其中在5月20日當天有一名乘坐電動輪椅入境人士因出入境情況異常，在關閘口岸入境旅客檢查區受檢，經海關人員詳細檢查，發現該電動輪椅背部藏有未完稅香煙合共600支，企圖偷運入境澳門。
2022年6月7日，海關於關閘口岸出境檢查時截獲一名女性水客，在其身上搜出一批燕窩及帶貨單據。調查期間，該女子承認收取100澳門元報酬帶貨，其後聯同治安警搗破位於關閘天地五樓一個水客散貨點，搜出一批價值約30萬澳門元的燕窩、電子產品及美妝品，拘捕三名30至40歲的女性澳門居民。
2022年6月3日至8日，澳門海關於關閘口岸及青茂口岸查獲9宗以隱蔽方式將物品偷運出境個案，其中有關員發現一名男子褲袋有異物隆起，最終查獲多部走私手機。海關表示水客試圖利用不同口岸的通關時間，不定時透過水客進行偷運活動，規避執法部門的監管。於 6 月 8 日約凌晨2時，關員在青茂口岸出境旅客檢查區發現一名通關男子神色可疑，褲袋有異物隆起，懷疑其身上藏有可疑物品，遂指示該名男子接受檢查。經關員使用手提式金屬探測器詳細檢查後，揭發該名男子將 18 部舊手提電話藏於褲袋中，試圖偷運出境。
2022年6月9日，澳門海關根據線報有人在關閘附近商廈從事水客活動，在巡經新城市工業大廈期間於5樓某單位中發現非法派貨凍肉，拘捕三名男子，齡介乎三十至五十歲，當中四十多歲持通行證的現場負責人涉嫌非法工作，另兩人則為澳門居民。三人涉嫌違反對外貿易法，最高可被罰款十萬元。海關於行動中搜出四十箱牛肚、牛舌等凍肉。調查期間現場負責入無法出示營業許可、入口來源證明及出入口文件。
2022年6月16日，澳門海關搗破兩個位於台山菜園涌北街的水貨店，拘捕十二人，其中四人是就讀同一中學的學生，但互不認識，是首次發現在讀學生從事水客活動；其中負責人、男合夥人和一名員工持通行證涉過界工作，另有兩女一男為外地僱員。司警亦於早前接報有不法份子利用“微信”招攬學生走私水貨到珠海，在同日聯同海關採取聯合行動，緝獲一批舊手提電話、舊電子產品及運動鞋。兩店的男負責人均未能出示貨物進出口文件和貨物來源單據，同時也未能出示營業許可。

### 2022年8月至9月（澳門）
2022年8月3日，隨著珠澳口岸放寬通關，關閘廣場一帶疑專門售賣“水貨”的店舖隨即重新營業，同時間大批疑從事走私“水貨”活動的人士亦大舉出動。8月4日傍晚時分，上址不論對街或設於商場內的“水貨”店均人頭湧湧，部分較狹窄的街道更是人迫人，十分誇張。期間，多名治安警到場截停一批疑是“水客”的男女調查，並核實各人的身份資料等。
2022年8月3至4日，澳門海關於關閘出境車道和青茂口岸出境旅客檢查區查獲21宗違法出口個案，查獲逾千件美妝產品、400多件電子產品、藥物和舊手提電話，以及海味乾貨和酒類。涉案被起訴的21人，包括澳門本地和中國大陸居民，年齡介乎31至58歲，他們分別以夾藏車箱暗格、藏身或用其他物品遮掩的方式企圖蒙混過關到珠海。另外，海關根據舉報，鎖定關閘附近涉及水客活動的店舖採取突擊行動，緝獲1,440盒受准照制度規管的藥物，約值7萬元，38歲店舖負責人未能出示進口文件及合法來源證明被起訴。
2022年8月7日，澳門海關公佈在8月3日至5日期間，海關於關閘口岸及青茂口岸截查2,051人次、111車次。期間，關員利用太赫茲人體成像安檢系統、光纖鏡檢測設備等科技儀器輔助執法，查獲39宗偷運物品出境個案，包括以隨身攜帶方式35宗、以藏身方式3宗、藏車箱暗格1宗。緝獲貨物包括美妝產品1,281件、電腦處理器476件、遊戲光碟54件、電子遊戲卡32件、無線耳機4件、舊手提電話110部、舊手提電腦2部、其他電子產品4件、燕窩2.7公斤、乾花膠3公斤、乾魚翅3.5公斤、藥物41件、眼藥水144件、其他醫藥用品20件、酒類5.5升及香煙200支。海關亦留意到關閘一帶的店舖陸續恢復營業後，懷疑涉及水客活動情況有上升趨勢，海關已即時加派人員在區內加強執法巡查。過去3日，海關於關閘一帶巡查懷疑從事水客活動店舖19間，截查可疑人士298人次。當中查獲從事水客活動店舖1間，緝獲1,440盒藥物。
2022年8月9日傍晚，澳門海關聯同治安警察局人員突擊巡查位於北區一工業大廈，期間發現該工廈內一單位懷疑從事水客活動。雙方人員見時機成熟，即時採取行動進入目標單位，當場截獲16名懷疑進行水客活動人士，緝獲急凍食材(牛柏葉)約500公斤，估值約11萬澳門元。為減低新冠病毒的傳播風險，海關執行防疫指引，對涉案貨物進行消毒。經調查，顯示有關急凍食材於澳門本地購買，購買後存於該單位內並利用水客偷運離澳。上述16名現場涉案人士為澳門及內地居民，14男2女，包括1名現場負責人、1名員工及14名水客。澳門海關已根據《對外貿易法》之相關規定對上述涉案人士作出起訴，一經處罰，最高可被科處5萬澳門元罰款，而被緝獲的貨物亦會宣告歸澳門所有。同時，經治安警察局調查後，對2名不在現場單位相關責任人、1名現場負責人及1名員工，因涉嫌觸犯《澳門特別行政區出入境管控、逗留及居留許可的法律制度》之不合規範的僱用罪，移交檢察院跟進處理；當中10名水客涉嫌違反《聘用外地僱員法》，交由勞工事務局跟進處理。此外，由於該單位未能出示營業許可證明文件，交財政局處理。
2022年8月6日至9日，海關於關閘口岸及青茂口岸共截獲73宗偷運物品出境個案。上述個案中，海關人員利用太赫茲人體成像安檢系統輔助執法，揭發五宗以藏身方式偷運物品出境個案。海關在4日的行動中，緝獲貨物包括美妝產品2,803件、電腦處理器24件、舊手提電話219部、舊手提電腦24部、智能手錶12件、酒類約2.7升、藥物291件、針劑30件、燕窩約兩公斤、乾海參約9.5公斤、保健食品兩件、個人護理產品五件、香水18件及其他各類物品九件。
2022年8月12日下午，海關於台山菜園涌街一家貿易行破獲“水客”散貨點，關員在店內截獲一名本地女負責人，同時在關閘口岸截獲兩名到貿易行取“水貨”的本地女“水客”。行動中，檢獲一批食品和美妝產品等疑“水貨”。涉案貿易行的女負責人及兩名女“水客”均涉嫌違反《對外貿易法》相關規定，若罪成，可被罰款10萬澳門元。
2022年8月16日，澳門海關於當天傍晚6時半左右在關閘邊檢大樓出境大堂先截獲一名52歲本地女子，有人聲稱收取400元人民幣協助帶貨。海關在其引領下到新城市工業大廈六樓搗破一個散貨店，期間搜出一批急凍牛舌，同時在單位內截獲羅某及另外3名水客。另外在下午5時許，海關在關閘出境大堂截獲兩名帶貨女子，順藤摸瓜於同一大廈六樓另一單位截獲一名持香港居民身份證的負責人，同時搜出100部手提電話及1,250件美妝產品，兩名水客稱完成帶貨可收取180元人民幣。行動中共起出52公斤急凍牛舌丶100部手提電話及1,250件美妝產品。期間警方帶走5男3女，當中7人涉嫌非法或過界工作，包括兩名散貨點工作人員，貨物價值及散貨點運作時間待查。
2022年8月10日至15日期間，澳門海關於關閘及青茂口岸共截獲 81宗偷運物品出境個案，其中 3宗以藏身方式偷運物品出境。6天的行動中，海關緝獲貨物包括 1,322件美妝產品、234件電腦處理器、300盒驗孕棒、9升酒類等，海關稱，81名涉案人士年齡介乎 18至 63歲，分別為本澳、香港及內地居民。
2022年8月18日傍晚，澳門海關搗破一間以小食店作掩飾的水客散貨點，僱用水客以“螞蟻搬家”方式，將美妝產品帶到珠海。海關先於當天下午截獲一名從事水客的本地男子，聲稱成功將貨品帶到內地可獲150元報酬。海關根據其口供到蓮峰街蓮峰大廈某地舖小食店調查，期間發現1名店員及兩名水客，當中包括持藍卡的34歲劉姓女子。調查期間，海關在小食店內搜出分成多份的2,900件美妝產品，價值約80萬澳門元。涉案男店員姓何，35歲，澳門居民。3名水客年齡介乎28至37歲，其中1人持藍卡，涉嫌“過界”工作。由於店員未能出示貨品入口文件及來源證明，海關懷疑有人從事水貨活動，涉違反“對外貿易法”，最高可罰款50,000元。
2022年8月23日下午，澳門海關搗破蓮峰街岐關新邨地舖一水客散貨點，檢獲一批零食、煙草及衣物，並帶走包括店東和店員的4男1女調查。其中3名水客持通行證，涉嫌非法工作。調查期間，有人承認收取70至130元人民幣，協助帶貨至珠海。至傍晚6時，海關人員進入地舖搜查，截獲店東及店員，搜出一批零食、煙草及衣物，數量及價值有待點算。由於事件涉及煙草，海關通知控煙辦到場跟進，5名男女涉嫌觸犯對外貿易法被帶走調查，治安警亦將對非法工作行為作跟進。
2022年8月31日，海關及治安警根據情報和連日監察，搗破位於關閘天地五樓的一個水客散貨點，在分別用作散貨及貨倉的兩個單位，檢獲2萬多支煙草製品、500件化妝品、610支紅酒及 300支藥物。行動中帶走9人，包括一名41歲女負責人和44歲男員工，為本地居民；另外7人為外地僱員，涉及過界工作走水貨。有人承認每次收取 100元人民幣報酬。涉事店鋪負責人無法出示貨物出入口證明，涉嫌違反對外貿易法，將被起訴。
2022年9月5日，海關於北區搗破一個水客散貨點。有關散貨點位於祐漢新村第六街興隆樓地舖，在行動中起出約值250萬元的貨物，包括約200包燕窩、150包魚翅、65部舊手提電話及20件舊電子產品。海關情報及風險管理處代處長葉立本表示，因應中秋和國慶假期將至，當局加強巡查水客散貨黑點。根據情報顯示，北區多幢工業大廈及商舖懷疑有人走私水貨，海關經連日監察，決定採取行動。他指出，關員前往涉案地舖截獲一名男子，並發現案中未經申報貨物，被水客以「螞蟻搬家」的方式帶離境。涉案店舖負責人未能出示貨物進出口申報文件及來源證明，亦無法出示店舖的開業證明。海關帶走一名29歲本地男負責人，其涉嫌違反對外貿易法。
2022年9月15日，澳門海關於祐漢興隆樓搗破一間地舖水客散貨點，檢獲3,600多件化妝品，值約72萬澳門元，1名39歲本地男子涉嫌違反對外貿易法被帶走，相信為負責人。行動中先在關閘口岸，截查1名從涉事店舖提取貨物的女子，並在其身上搜出化妝品及寫有交收資料的卡片，有人供稱是按地舖負責人指示把貨物帶到內地，每次可獲160元人民幣酬勞。執法人員隨即到涉案地舖截獲涉案負責人。
2022年9月22日，澳門海關搗破一間位於北區用作水客散貨點的住宅，查獲一批花膠、美妝產品及銀器，總值約105萬澳門元，4名澳門居民包括1名負責人、2名男員工及1名男水客涉案，海關已依法作出起訴。
2022年9月29日傍晚，澳門海關於北區一工廈內搗破一單位內兩個用作水客散貨點的獨立室，查獲一批花膠、美妝產品及舊手提電話，總值約12萬澳門元，共四名人士涉案，包括兩名澳門居民和兩名中國大陸居民，其中兩名內地居民為水客，涉嫌違反《聘用外地僱員法》，交由勞工事務局跟進處理。
2022年9月30日，澳門海關持續進行“雷霆2022”行動，打擊水客及偷運物品出境活動，3個出入境口岸共查獲63宗涉及偷運物品出境個案，已依法對涉案者調查並起訴，偷運物品包括舊手提電話、美妝用品及雪茄等。

### 2022年10月至12月（澳門）
2022年10月3日，澳門海關根據舉報資料成功搗破北區一水客散貨點，查獲77公斤鹿筋乾，估值約三萬六千澳門元，依法對三名涉案者調查並起訴。
2022年10月11日，澳門海關搗破關閘一個以住宅單位作水貨散貨點，共拘捕四名水客及兩名負責人，起出大量美妝產品及花膠等貨物，後者出450部舊手提電話及舊平板電腦，估值約148萬元。
2022年10月13日至19日，過去一周，海關於關閘口岸共截獲70宗偷運物品出境個案，68宗為隨身攜帶，1宗為身纏，1宗為嬰兒紙尿褲包裝方式進行偷運。查獲物品包括美妝產品770件、電腦處理器26件、舊手提電話80部、舊平板電腦80部、遊戲卡及光碟232件、名貴食材（燕窩、乾花膠、海參及鮑魚）約29公斤、藥物409件、保健品140件、酒類約7升、雪茄0.5公斤及香煙200支等。相關人士包括本澳及內地居民，年齡介乎20至62歲，海關已根據《對外貿易法》之相關規定對上述人士作出起訴，一經處罰，最高可被科處5萬澳門元罰款，而被緝獲的貨物亦會宣告歸澳門特別行政區所有。
2022年10月24日，澳門海關根據水客證供搗破北區 3個相鄰的水客散貨點，行動中撿獲花膠、護膚品、化妝品、藥物、舊電子零件、金屬硅等貨品，總值為 60萬元，3名本地男女和 1名女外僱被帶走。一名於關閘口岸被截獲的本地女子供稱於工廠街威苑花園一地舖取貨，並收取140元人民幣帶工費。三個散貨點負責人均無法出示進出口申報文件、來源證明及營業許可等，故帶走調查。海關表示，三個散貨點由9月運作至今，是次行動中檢獲的貨量不多，相信是與不法分子改變操作模式有關，先將少量貨品運至散貨點，再分小包由水客以「螞蟻搬家」方式將貨品帶到珠海，以儘量減少被打擊後的損失。而地鋪門口張貼招租和內部裝修的告示作掩飾，其中兩間內部相連，目前仍在調查三個散貨點是否相關，案件仍待進一步調查。
2022年10月25日上午，澳門海關於關閘騎士馬路某大一住宅單位搗破疑“水客”散貨點，檢獲約值76萬元的酒類、香煙及雪茄等貨物，共帶查六名涉案本地男女，當中包括涉案住宅單位的男戶主，其任職於賭場，現正“停薪留職”。海關表示，相信此“水客”散貨點已運作約一個月，近期已第二次在住宅單位搗破疑“水客”散貨點。海關口岸監察廳廳長葉華釗表示，海關人員先於關閘口岸出境旅客檢查區截獲兩名女“水客”，在她們的隨身物品中檢獲雪茄和酒類等疑“水貨”。經查問，兩人供稱在關閘騎士馬路某大廈第一座五樓一單位拿取上述貨品，並帶到內地，每一份貨品帶工費為400元。海關表示，不法分子為減少貨品遭充公的損失，改變走私“水貨”營運方式，包括只會在“水客”散貨點存放少量貨品。
2022年11月1日，澳門海關搗破位於祐漢商場內的水客散貨點，查獲約值110萬元的5,000件美妝產品，3名本地居民被帶走調查，包括1名負責人及2名水客。海關先於10月31日下午發現案中一名水客從目標店舖步出，前往關閘口岸離境，經口岸關員截查，當場查獲多件美妝產品，涉事水客承認帶貨，海關隨後採取行動，在目標店舖查獲其餘涉案人士，所搜獲的美妝產品均不具備進出口申報文件及來源證明，海關並對涉案貨物消毒，以防疫情傳播。
2022年11月3日上午，海關先於關閘出境大堂截獲一名男性澳門居民，檢獲少量急凍牛肚，有人報稱收取三百人民幣報酬帶貨。海關順藤摸瓜，隨即到祐漢新村第四街祐成工業大廈第二期某單位調查，現場檢獲63箱共重756公斤急凍牛內臟，約值四萬澳門元。一名女性澳門居民負責人被帶查，有人未能出示貨物申報文件、來源證明及營業許可等文件，根據貨物外包裝資料懷疑購自本地，入口時已消毒。淤關指懷疑該散貨點已運作一個月，有人以“螞蟻搬家”方式將貨偷運出境。案件仍待進一步調查。
2022年10月27日至11月2日，海關在關閘口岸共截獲89宗涉及偷運物品出境個案，包括澳門和中國大陸居民，年齡20至65歲，查獲物品包括2,298件美妝產品、76部舊手提電話、10部舊電子產品、16件電子零件、25件名牌手袋及皮帶、82件名貴打火機、86件相機連配件、約6公斤名貴食材（當中包括燕窩及魚翅）、655件藥物、178件保健品、約14升酒精類飲品。
2022年11月6日，澳門海關於11月3至4日在關閘和青茂口岸先後截獲28宗偷運貨物出境案，合共查獲 65部舊手機、約10升酒精類飲品、917件美妝產品及210件藥物，其中 2人將貨物綁藏於身上，被海關以太赫茲人體成像安檢系統及手提式金屬探測器揭發；其餘人士以隨身行李方式偷運貨物。涉案28人分別為澳門和中國大陸居民，年齡介乎27至62歲。
2022年11月11日，澳門海關再於關閘天地搗破一個水客散貨點，檢獲480多件美妝產品，2萬多粒手錶電池和數部智能手機，價值約55萬元。涉案3名男子年齡介乎35至50歲，均為本澳居民，包括店鋪負責人和員工。
2022年11月12日，澳門海關早前接獲舉報，指有人涉嫌利用「水客」以「螞蟻搬家」方式將觀賞魚偷運到內地圖利，立即展開調查，並派員到中區一觀賞魚店舖及閘閘一帶監察。11月8日，澳門海關採取行動，查獲一批未能出示出口申報文件的觀賞魚，共3名澳門居民及3名中國大陸居民涉案。6名涉案者年齡23至59歲，包括一名男貨主及五名男「水客」。案中一名男貨主及三名男「水客」，因涉嫌違反《聘用外地僱員法》，交勞工局跟進處理。
2022年11月13日，澳門海關公佈一宗利用改裝電動滑板車偷運白酒案，一名46歲的中國大陸男子被捕，其隨身的滑板車內部改裝成暗格，藏有4瓶共2升的中國白酒。他承認做水客偷運白酒到中國大陸的水貨店賺取差價，海關根據對外貿易法起訴。
2022年11月16日，澳門海關聯同司警毒品罪案調查科在祐漢搗破三個共同租用祐成工業大廈8樓內的水客散貨點，起獲大量美妝產品，當中部分含有受管制成份；當局在現場查獲其中兩個散貨點的負責人，以及店內數名懷疑員工，並有三十多名現場取貨的水客，共三十九人被一併帶走調查。
2022年11月21日，澳門海關搗破一個位於黑沙環慕拉士大馬路激成工業中心第一期三樓某單位內的水客散貨倉庫，搜獲近二百部、約值二萬三千元的舊單車及電動單車，拘捕一名倉庫負責人及三名懷疑水客。四人均持通行證，探親簽註，年齡為三十八至五十歲，現場搜獲一百七十部舊單車，十五部舊電動單車，估計約值二萬三千元。
2022年11月29日，海關於關閘天地搗破一水客散貨點，行動中截獲一名本地女負責人及兩名本地水客，起出一批舊衣服及花膠，貨值約5萬澳門元。行動中在隨身物品中起出一批舊衣服及花膠，懷疑有人以螞蟻搬家方式將貨物偷帶出境。經查問，有人供稱從關閘天地某單位取貨，帶工費為120元，相關貨品總貨值約5萬澳門元。
2022年12月2日，澳門海關於祐漢區一店舖搗破疑“水客”散貨點，當場截獲一名香港女負責人，查獲一批乾魚翅及美妝產品，貨品總值15萬澳門元。另有一名本地女“水客”亦涉案被截。由於仍有一名內地男負責人涉案，但相信其現時身處內地，海關跟進調查。同時，澳門海關於11月22日至29日期間於關閘及青茂口岸共截獲100宗涉及偷運物品出境個案，當中91宗疑為隨身攜帶，其餘9宗疑以藏身方式進行。查獲的物品包括1,550件美妝產品、377部舊手提電話、4部舊平板電腦、120件電腦處理器、139件電腦記憶體、34件無線耳機、約12升酒精飲料及195件藥物等。案件共有100人涉案，包括本地及內地居民，年齡19至66歲，海關已根據《對外貿易法》相關規定起訴，一經處罰，最高可被罰款5萬澳門元，而被緝獲的貨物亦會充公。當中9宗疑藏身偷運案件，涉案者均利用保鮮紙將物品分別綁藏於腰間、大腿或小腿企圖蒙混過關，被口岸關員使用太赫茲人體成像安檢系統詳細檢查後揭發。
2022年12月7日，澳門海關於黑沙環馬場海邊馬路某工業大廈一單位搗破疑“水客”散貨點，當場截獲一名香港男負責人，檢獲126公斤、市值約32萬澳門元的乾海參。另有一名女外僱“水客”亦涉案，在關閘口岸被截獲。涉案男負責人為香港人，26歲；女外僱“水客”40歲。海關會根據《對外貿易法》相關規定起訴涉案者，一經處罰，最高可被罰款五萬澳門元，被查獲的貨物亦會充公。同日，澳門海關公布由11月30日至12月5日期間，於關閘及青茂口岸共截獲68宗涉及偷運物品出境個案，當中63宗疑為隨身攜帶，其餘五宗疑以藏身方式進行。查獲的物品包括美妝產品228件、舊手提電話104部、舊手提電話屏幕1,021件、電腦處理器424件、名貴食材（海參、燕窩、花膠）約20公斤、煙絲及雪茄約3,900克、酒精飲料約14升及藥物504件等。各案共有68人涉案，包括本地及內地居民，年齡19至74歲，海關已根據《對外貿易法》相關規定起訴，一經處罰，最高可被罰款五萬澳門元，而被緝獲的貨物亦會充公。12月5日早晚時段，海關在關閘旅客出境查驗區一連截獲三宗疑藏身偷運案件，涉案者利用保鮮紙將物品分別綁藏於腰間、大腿、小腿，或收藏於鞋底及褲袋，企圖蒙混過關，均被口岸關員使用太赫茲人體成像安檢系統詳細檢查後揭發。經查問，當中有人承認收取報酬協助他人將貨物攜帶出境。
2022年12月12日，澳門海關再在北區的永豐工業大廈4樓一個單位中搗破一個懷疑水客散貨點，截獲一負責人和兩名水客，均為澳門居民，散貨點現場並搜獲60盒口罩和360公斤乾海參。澳門海關先在上午於關閘離境大堂截停其中一個水客，於他身上搜出1,500個口罩，有人承認是在涉事的工業大廈取貨帶到內地，每次可獲250元帶工費。
2022年12月16日，保安司司長辦公室表示，11月下旬澳珠聯合推出有力措施，嚴厲管控違法水客行為後，關閘口岸早晚離境高峰時段出境人流明顯改善，與措施出台前相比，早晚高峰期平均出境人次分別下降約40%及16%，水客“抱團式”通關初步得到遏制。2022年1至11月，海關於關閘及青茂口岸共查獲2,611宗涉及“走水”的違法活動，查獲物品案值6,763萬元；並於內港貨運碼頭查獲沒有申報貨物貨值1.6億元；另外，海關單獨或聯合其他部門在市區共開展86次打擊“水客”散貨點行動，查獲208宗違法個案，共檢控465人。治安警亦對異常出入境的外僱及持探親簽注的內地居民採取行動，1至11月期間，對從事“水客”活動的109名持探親簽注的內地居民及35名外僱展開禁止入境程序。司警亦開立4宗涉及水客幕後操控集團的專案調查卷宗。
2023年1月下旬，澳門海關公佈2022年全年打擊“水客”不法活動情況，在打擊“水客”工作上，於市內共開展90次打擊“水客”行動，當中有42次屬跨區域跨部門聯合行動，參與部門有珠澳兩地，包括拱北海關、珠海市公安局、橫琴粵澳深度合作區公安局、司警、治安警、市政署及衛生局等；查獲違法個案合共213宗，涉及店舖54間、住宅4間、汽車5輛、商廈單位9個、工廈單位28個。檢控違法人士共477人，查獲物品涉及金額折合約9,988萬澳門元。口岸打擊水客方面，澳門海關於關閘及青茂口岸共查獲2,895宗違反《對外貿易法》個案，查獲物品涉及的金額折合約7,228萬澳門元，查獲物品主要包括美妝產品、新舊電子產品及零件、乾貨海味、名牌服飾、冷鏈食品及酒精飲料等。

### 2023年
2023年2月2日，澳門海關於台山如意閣一地鋪搗破水客散貨點，檢獲5,600件美妝產品，貨值約190萬元，行動中帶走43歲負責人。海關指近澳門水客活動有減少趨勢，涉及水客相關投訴舉報等有回落，不排除與鄰近地區出入境措施放寬有關。海關表示先於關閘離境大堂截獲一名有美妝產品的男外僱，有人承認在涉案商鋪取貨；涉案店舖已運作約3個月，負責人未能出示貨物進出境申報和來源證明，涉嫌違反對外貿易法。
2023年3月22日，網上流傳片段涉及一名男子持刀於街上行走的短片，約中午時分，警員於北區一工廈內將其截獲。經詢問，其承認到該工廈內一水客散貨點並使用有關刀具以拆開水貨包裝，治安警察局在掌握相關情報後，隨即通知澳門海關作出跟進。海關接獲通報後派員前往該工廈單位進行調查，當場查獲28公斤懷疑用作水客活動的乾魚翅，全數不具備有效的進口文件，總值約8萬澳門元，並帶走現場一名男負責人作進一步調查。 上述單位現場負責人及持刀人士均為澳門居民，海關已根據《對外貿易法》相關規定對現場負責人作出起訴，而被查獲的貨物亦會宣告歸澳門特別行政區所有。治安警察局亦根據《刑法典》中“禁用武器及爆炸性物質”的相關規定，將持刀男子移送檢察院偵辦。
2022年3月23日晚上，澳門海關在關閘廣場附近的關閘天地一店舖搗破一個“水客”散貨點。行動中，帶走一名本地男負責人，以及一名本地女子和名男外僱“水客”調查，檢獲約二百七十公斤乾花膠、約一千四百件舊電子零件，上述“水貨”估計市值約六十一萬澳門元。
2023年6月，2023年第一季，海關於關開口岸及青茂口岸共截獲1,259宗水客個案。（出境751宗，入境508宗），涉及1,272人（出境764人，入境508人）。警方更於市區開展14次打擊水客行動（包括6次跨區域、跨部門聯合行動），查獲的違法個案合共83宗，涉及店舖11間、商廈單位1個、工廠單位2個，檢控違法人士共106人，查獲物品金額折合約697萬元。此外，為從源頭進行打擊，海關對內港貨運碼頭來澳的貨品進行抽查，於今年第一季共查獲19宗個案，涉及公司共19間，貨值約1,700萬元。
2023年8月，澳門海關表示於該年1至7月共截獲1,700多宗水客個案，較2022年上升百分之25；涉及物品的違法金額約3,800萬元，按年大幅下降7成。其中查獲利用跨境車輛走水貨共有74宗，其中横琴口岸佔近九成，港珠澳大橋澳門邊檢大樓查獲3宗，其中2宗涉利用“澳車北上”走水貨。海關已暫停42輛跨境車輛的邊境通行證。涉及的物品包括美妝產品、手提電話、舊電子零件和酒類等。
2023年9月，保安司公佈2023年上半年打擊“水客”活動情況，其中澳門海關從源頭、市區及口岸等多方面入手，進行全鏈條打擊，其中上半年在橫琴口岸及港珠澳大橋澳門邊檢大樓分別截獲57宗及9宗涉及利用跨境車輛偷運物品個案。又在內港貨運碼頭查獲31宗個案，涉及31間公司，涉案貨值近2,259萬澳門元；市區防控方面，海關首六個月於市內共開展29次打擊“水客”行動，當中包括12次屬跨境或跨部門聯合行動，共查獲違法個案102宗，檢控133人，查獲物品價值約1,012萬澳門元；岸堵截方面，海關在關閘及青茂口岸截獲“水客”個案共2,517宗，其中出境1,448宗、入境1,069宗，查獲物品價值約2,239澳門元。對於有不法分子對用橫琴單牌車或“澳車北上”車輛實施“水客”活動，當局已加強截查工作，並中止58輛涉案車輛的跨境資格。

### 2024年
2024年2月，澳門海關公佈2023年全年在“水客”活動問題打擊方面，從源頭堵截工作上，在澳門內港碼頭頭共查獲48宗相關個案，共涉及44間公司，查獲貨物約值2,800萬元。在出入境口岸檢查方面，共查獲5,224宗違法個案。全年在市內共開展56次打擊“水客”行動，當中有20次屬跨區域跨部門聯合行動，查獲個案共139宗，涉及31間店舖、10間工業大廈單位及15個商業大廈單位，一個住宅及13輛汽車，共檢控191人，查獲物品涉及的金額折合約2,016萬澳門元，並共截獲216宗涉及利用跨境車輛偷運物品個案，中止56輛涉案車輛的跨境資格。
2024年5月28日，保安司公佈澳門海關於2024年第一季共截獲1,123宗水客，出境和入境分別佔605宗及518宗，涉及1,123人，截獲61宗涉及利用跨境車輛偷運物品案，中止23輛涉案車輛的跨境資格。在市區範圍內，海關共開展18次打擊水客行動水客行動（包括9次跨區域或跨部門聯合行動），查獲違法個案共92宗，涉及14家店舖、3個工業大廈單位及3個商業大廈單位，檢控違法者1,000人，查獲物品金額折合約532萬澳門元。同時，在內港貨運碼頭共查獲3宗個案，涉及公司3家，貨值約53,000澳門元。

## 其他相關事件或罪案

### 唐樓「水貨」倉庫單位被盜竊
2021年12月3日，司警搗破一宗在北區一個用作存放「水貨」的唐樓單位爆竊案，五名男子涉嫌入屋爆竊，其中負責接贓的兩名疑犯包括一名澳門居民和一名中國大陸男子被捕，當局不排除該兩名疑犯曾做過「水客」，同時正追查其餘三名涉案男子，兩名事主合共損失672,850元澳門幣，包括21部平板電腦、五部手提電腦、40多盒共重36斤燕窩及10多盒粉底。

### 工廈內貿易行被「爆格」
2021年12月16日，司警公佈兩名水貨客涉嫌「爆格」盜去北區某貿易行的價值92萬化妝品貨物，之後再透過其他水客散貨到珠海。司警透過監控錄像鎖定作案人身份，並拘捕其中一人，目前仍有涉案人在逃，警方將繼續追查有關案件以及在逃人士下落。

### 透過水貨客購買未完稅香煙作兜售
2021年12月18日，澳門海關接到市民的舉報指北區一帶有人向其他人士兜售未完稅香煙，於當月16和17日採取行動於一休憩區拘捕1男2女，年齡介乎63至69歲，於上述3人緝獲共2,620支未完稅香煙，涉及稅款約3,930澳門元。經調查後，有人承認未完稅香煙購自「水客」，並計劃於澳門境內轉售圖利，海關將繼續追查香煙來源。3人涉嫌違反海關《對外貿易法》和市政署《澳門巿小販、手工藝者及收賣舊貨者巿政條例》作起訴，另外因涉嫌違反《預防及控制吸煙制度》交衛生局跟進。

### 水客私吞「走水」貨物被捕
2022年3月17日，司警公佈兩名澳門本地居民男性水客涉嫌替一間貿易公司帶貨到內地期間「食夾棍」，私吞約2,600多支洋酒。貿易公司方面報稱損失總值近290萬元人民幣（折合超過300萬澳門元）。司警接報調查案件，拘捕兩人。案中被捕的兩名本澳男子均無業，分別姓吳，38歲；姓柯，31歲；兩人涉嫌「相當巨額信任濫用」罪已被送交檢察院處理。至於案中的報案的事主為某本地貿易公司東主。

### 水客私吞名錶反咬速遞公司索償 「助攻」隊友揭水貨倉
2022年4月12日，兩名男性本地居民串謀詐騙內地朋友要求代購的七隻共值71萬元的名錶，並打算以簽收漏洞為由，反咬一口要求向速遞公司索償。結果其中一人賊喊捉賊報警期間，「助攻」司警調查出另一人的貨倉為一個位於祐漢某工廈單位的走私水貨窩點。水貨案件轉交海關跟進，失竊名錶亦被司警尋回，至於兩名男子將被落案起訴。

### 水客私吞80萬貨物再轉售被司警拘捕
2022年8月17日，司警公佈一名本地男子以協助代購「帶貨」回內地交收為由，涉嫌轉售的80萬元貨物，司警以「相當巨額信任之濫用罪」移交檢察院偵辦。涉案男子為澳門居民，姓洪，29歲，報稱無業；案情指，於7月期間，澳門因疫情，當局收緊防疫措施，進入珠海須接受隔離。期間女事主應四名代購同行的要求，擬將為客人代購的名牌袋、衣物通過帶貨的方式轉交內地客人。因此委託洪某為其轉交貨物。原定於8月3日與內地交收人交付貨物，但洪某完成隔離後便失去聯繫，並將涉案貨物以80萬元（人民幣）的價格轉售出去，女事主報警求助。洪某於8月14日經關閘入境時被司警截獲，他拒絕與警方合作，司警以「相當巨額信任之濫用罪」移交檢察院偵辦。